# Salon des véhicules de loisirs
Le Salon des Véhicules de Loisirs (ou Salon VDL) est un salon annuel consacré aux camping-cars, résidences mobiles, caravanes, remorques, équipements et accessoires, qui se déroule au Parc des expositions de Paris-Le Bourget depuis 1966.

## Présentation

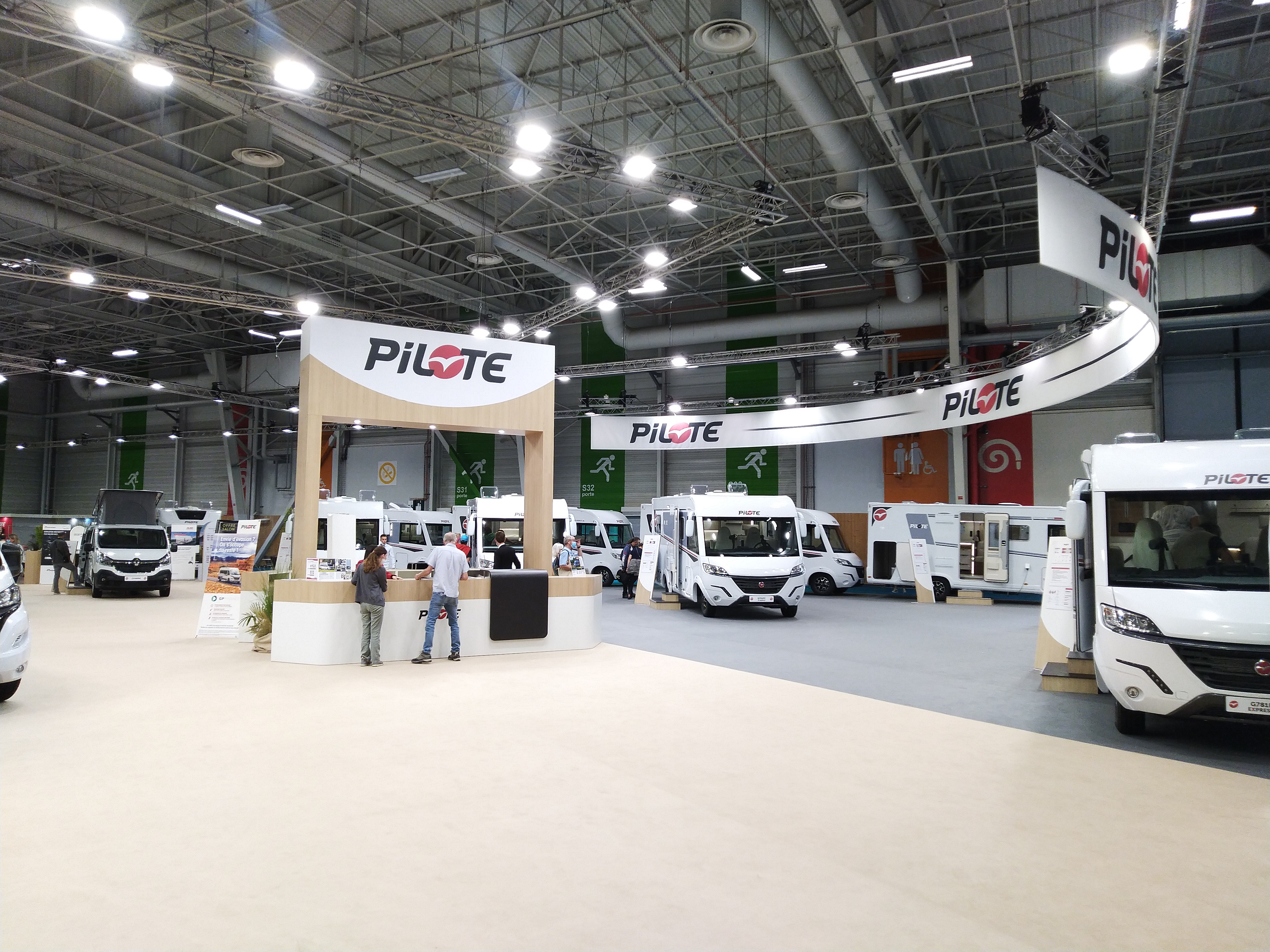
Stand

Le Salon International de la Caravane et du Caravaning est créé en mars 1966 au Parc des Expositions du Bourget et il est organisé par l'Union des Industries du véhicule de loisirs. Il s'étend alors sur 12 000 m2 et reçoit 35 000 visiteurs sur une centaine de stands.
Le salon des véhicules de loisirs est un salon d'exposition consacré aux camping-cars, caravanes, mobil-homes, fourgons aménagés ou avec toit relevable, remorques, pick-ups avec cellule amovible et chalets résidentiels. Il s'étend sur les 4 halls du Parc des Expositions du Bourget, soit 55 000 m2.
Il regroupe de plus l'ensemble des accessoiristes et fournisseurs de matériels liés au camping à savoir les remorques, les téléviseurs, les deux-roues, le matériel de cuisine, les tentes ou auvents ... Sont aussi représentés les voyagistes responsables des circuits de groupe pour camping-caristes, ainsi que les associations, fédérations et clubs de camping-cars.
Tous les grands constructeurs sont présents sur les stands intérieurs pour la présentation et la vente de camping-cars et caravanes, mais un parking extérieur propose aux particuliers la vente de modèles d'occasion.

### Situation
Le salon se déroule tous les ans au parc des expositions du Bourget en Seine-Saint-Denis. En 2023 et 2024, le salon se délocalise au Parc des expositions de Paris-Nord Villepinte dans le même département, en raison des préparatifs des jeux olympiques d'été de Paris en 2024.

### Fréquentation
Le salon des Véhicules de Loisirs a lieu tous les ans, pendant 9 jours (dont deux week-ends). En 2018, il a reçu 91 629 visiteurs. L'édition 2020 est annulée en raison du COVID-19, et l'édition 2021 réussi à rassembler 82 000 visiteurs malgré le contexte incertain pour les salons publics. 

## Éditions

### 1reédition (1966)
La première édition du Salon International de la Caravane et du Caravaning est lancée en mars 1966 par les industriels de la caravane associés dans l'UNIVDL. Le salon s'étend sur 12 000 m2 et a reçu 35 000 visiteurs.

### 50eédition (2015)
Cette année célèbre la 50e édition du salon.

### 54eédition (2019)
Le salon se déroule du 28 septembre au 6 octobre 2019 dans les 5 halls du Parc des expositions du Bourget, sur 20 000 m2 de surface.
Cette année le constructeur français Peugeot présente son concept Peugeot Boxer 4x4 concept tandis que Citroën présente le concept-car The Citroënist.
Les principaux exposants, parmi les 70 marques exposées sur 200 stands, sont :
- Adria
- Bavaria
- Bürstner
- Caravelair
- Citroën
- Dethleffs
- Fiat Professional
- Fleurette
- Ford
- Hymer Eriba
- Knaus
- La Mancelle
- McLouis
- Mercedes-Benz
- Peugeot
- Pilote
- Pössl
- Rapidhome
- Rimor
- Roller Team
- Sterckeman
- Viaxel

### Édition (2020)
La 55e édition du salon devait se dérouler du 26 septembre au 4 octobre 2020. L'édition a été annulée en raison de la pandémie de Covid-19 en France  en 2020 et l'interdiction d'organiser des rassemblements de plus de 5 000 personnes.

### 55eédition (2021)

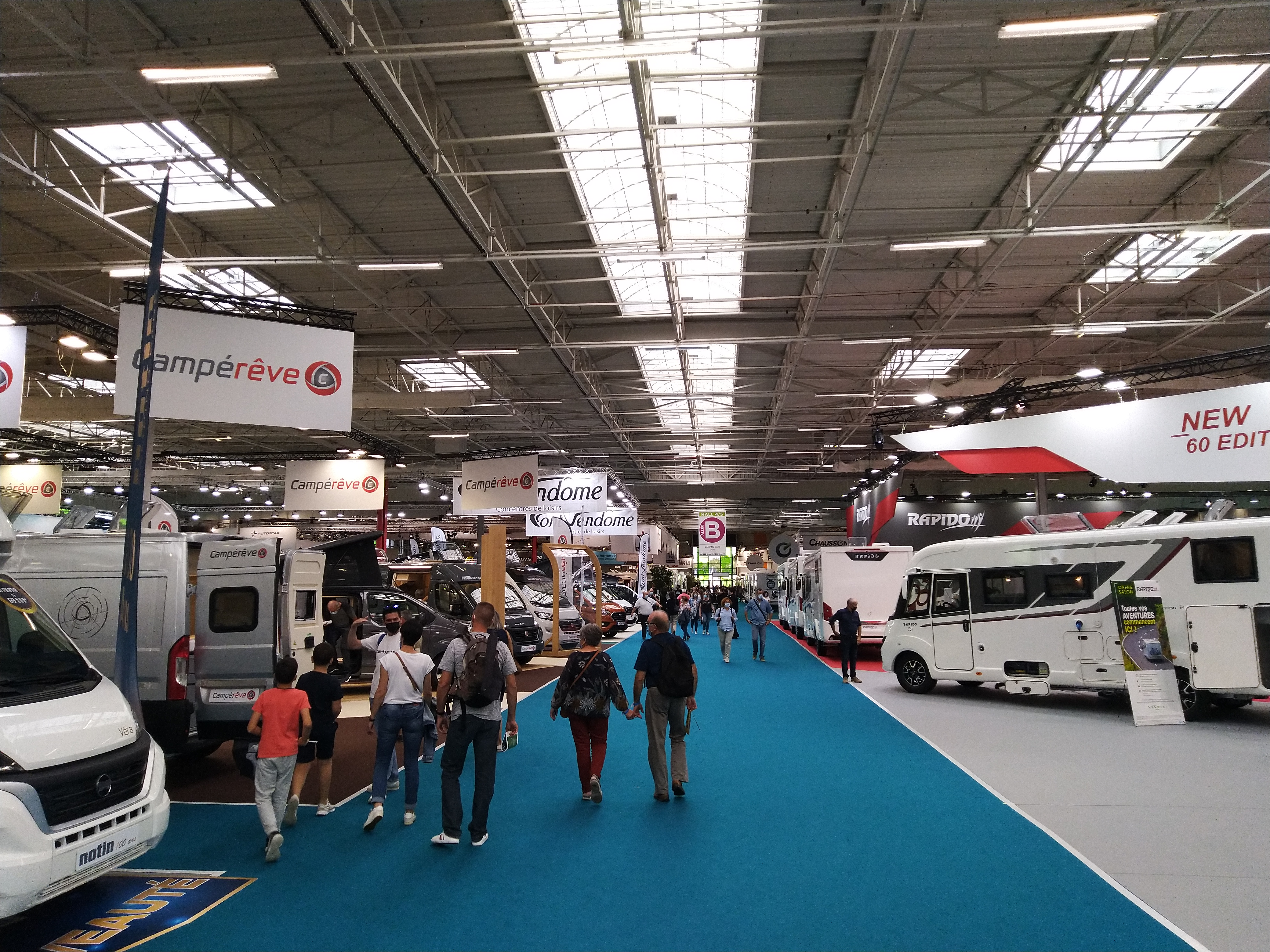
Salon des véhicules de loisirs 2021

La 55e édition est reprogrammée du 25 septembre au 3 octobre 2021. Bien que la pandémie de Covid-19 ait été la cause de l'annulation de l'édition 2020, elle a aussi eu pour effet de faire bondir de 25 % le marché des véhicules de loisirs européen en une année seulement, et 5 % pour les camping-cars en France même 44,8 % en Allemagne.

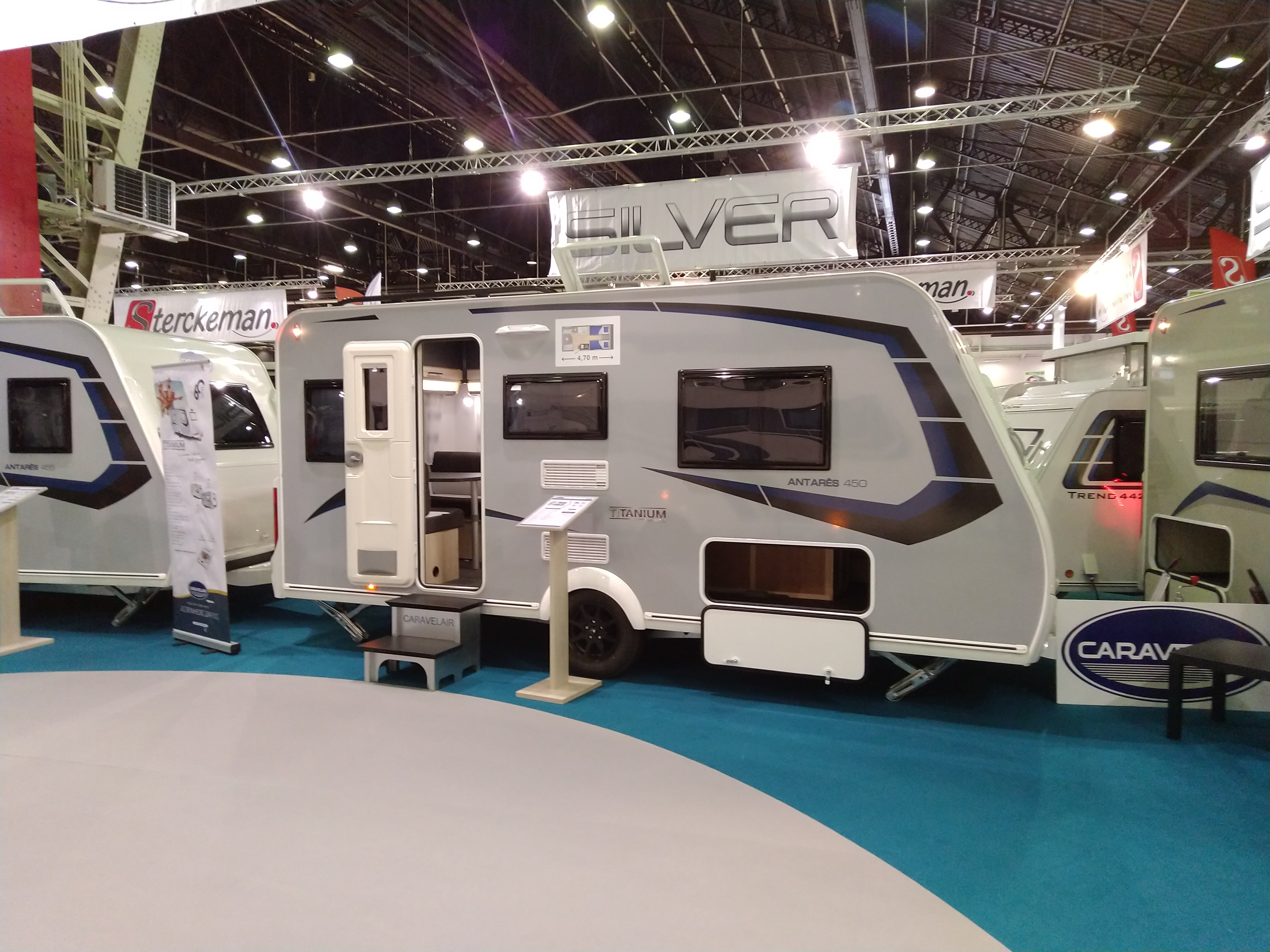
Caravanes Caravelair

Cette année le constructeur Rapido célèbre ses 60 ans et lance une série spéciale 60 Edition de ses modèles.
200 exposants sont présents lors de cette édition, sur 200 000 m2 des Halls 1,2,4 et 5, mais les constructeurs allemands sont absents (Bürstner, Dethleffs, Hymer ...). 

Camping-cars
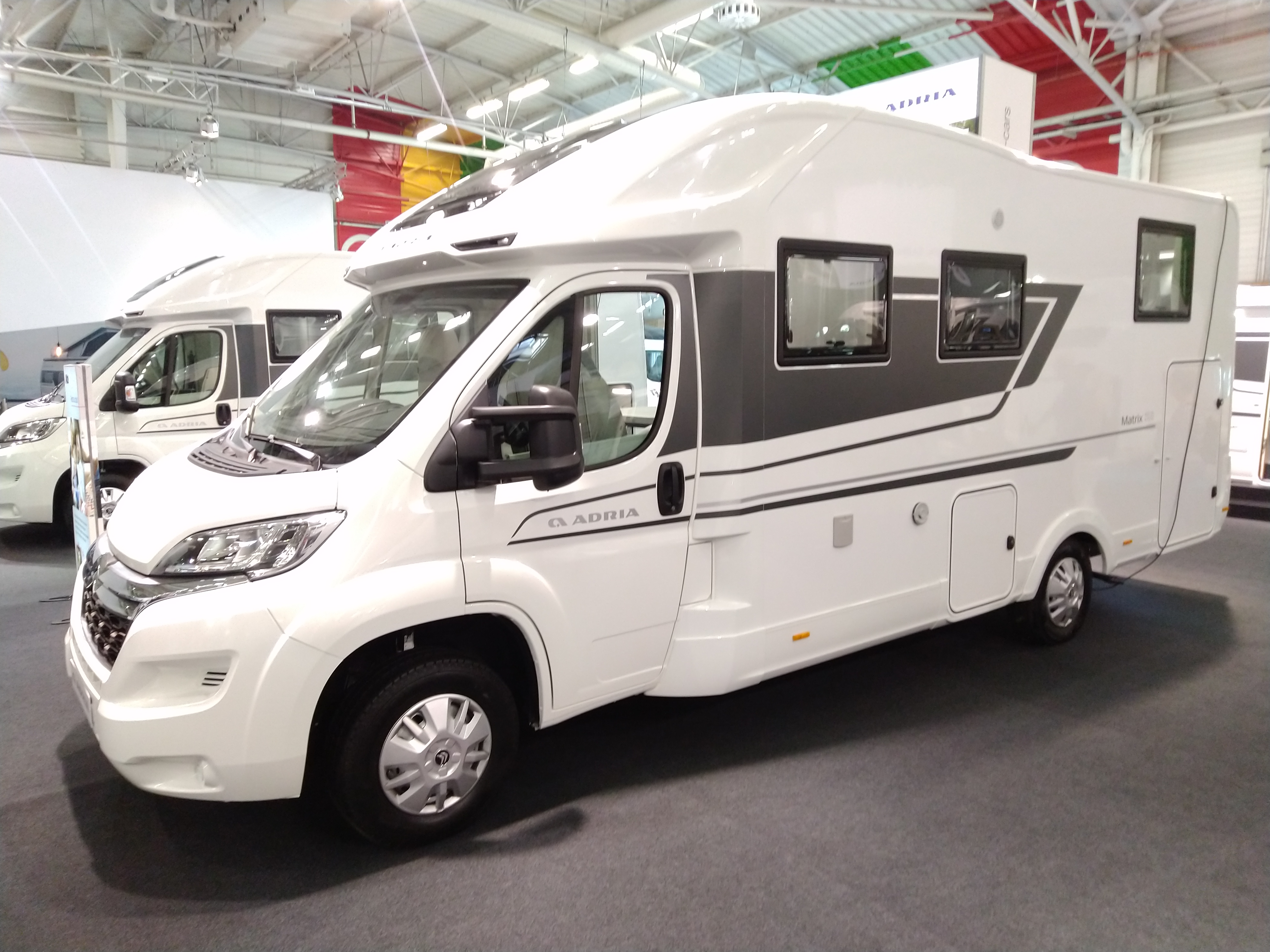
Adria
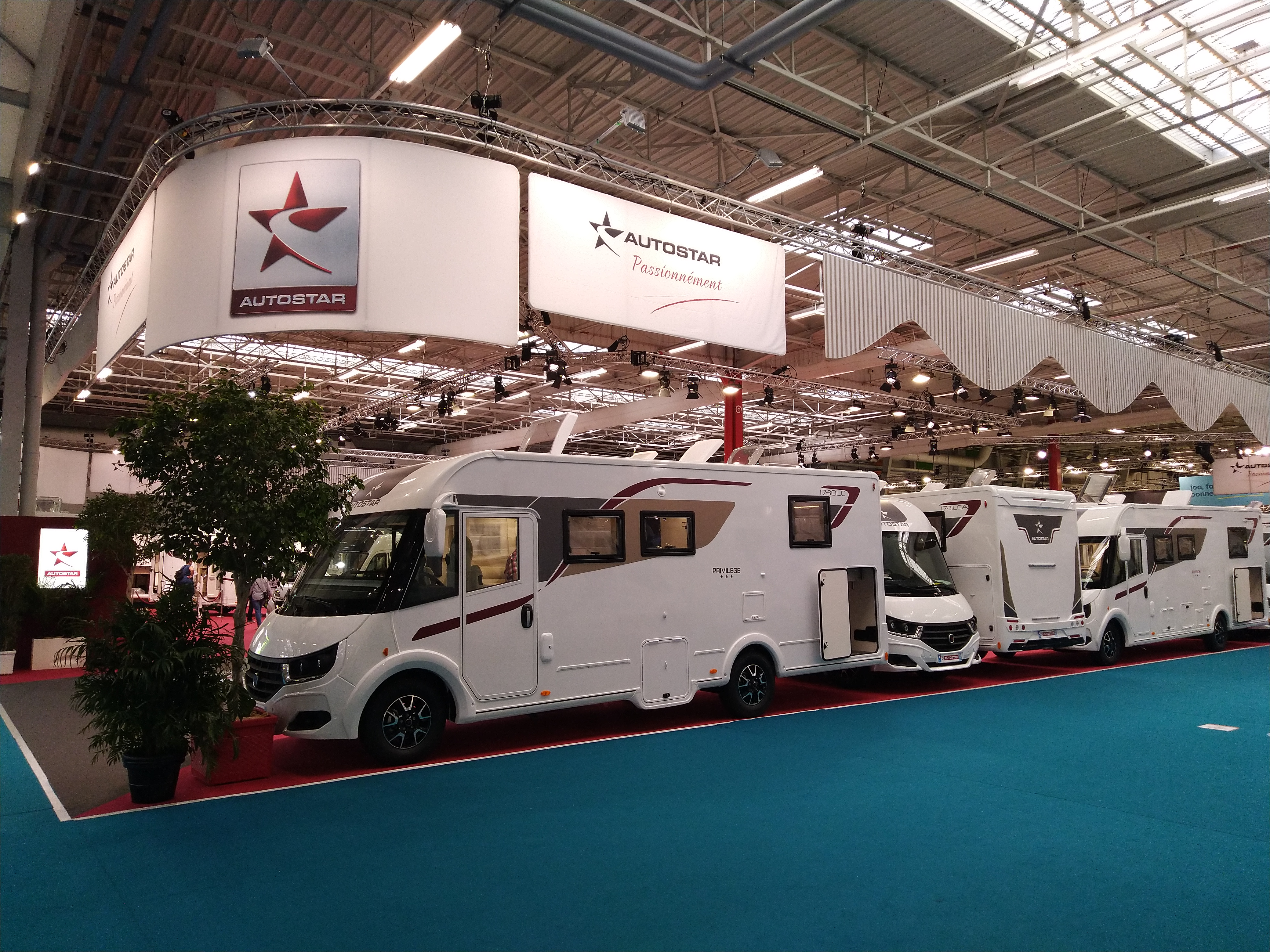
Autostar
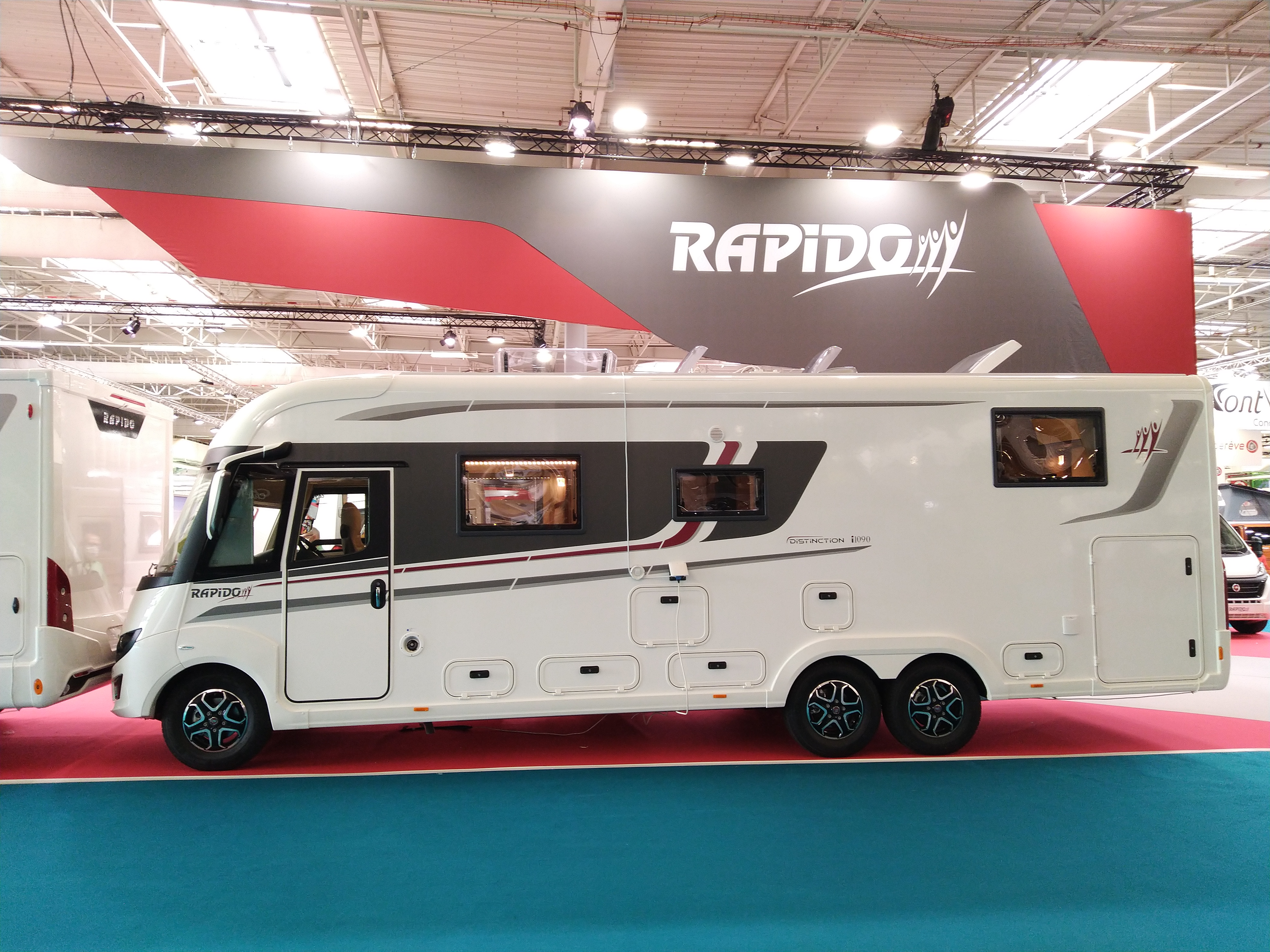
Rapido

- Bavaria
- Benimar
- Campérêve
- Caravelair
- Carthago
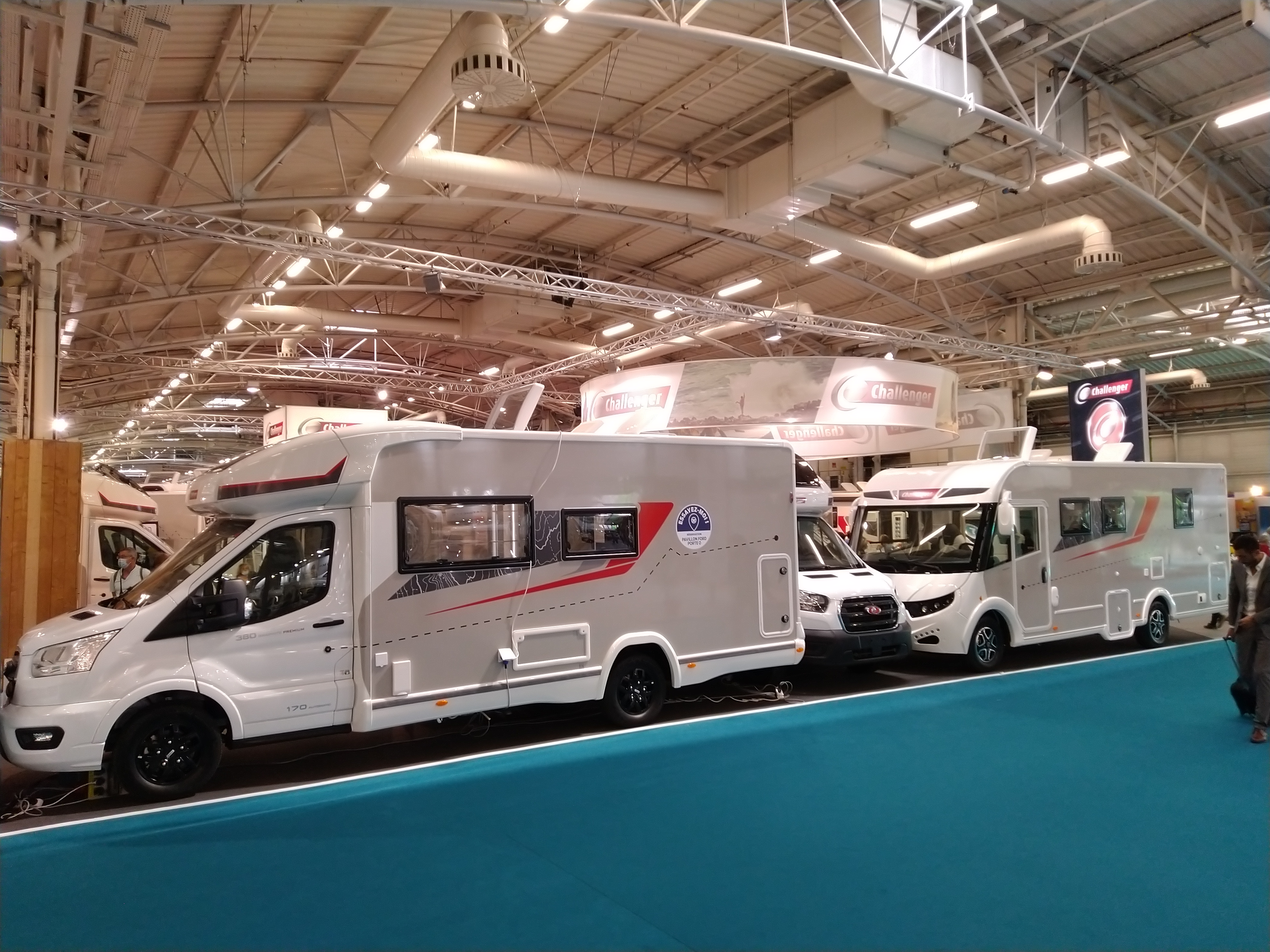
Challenger
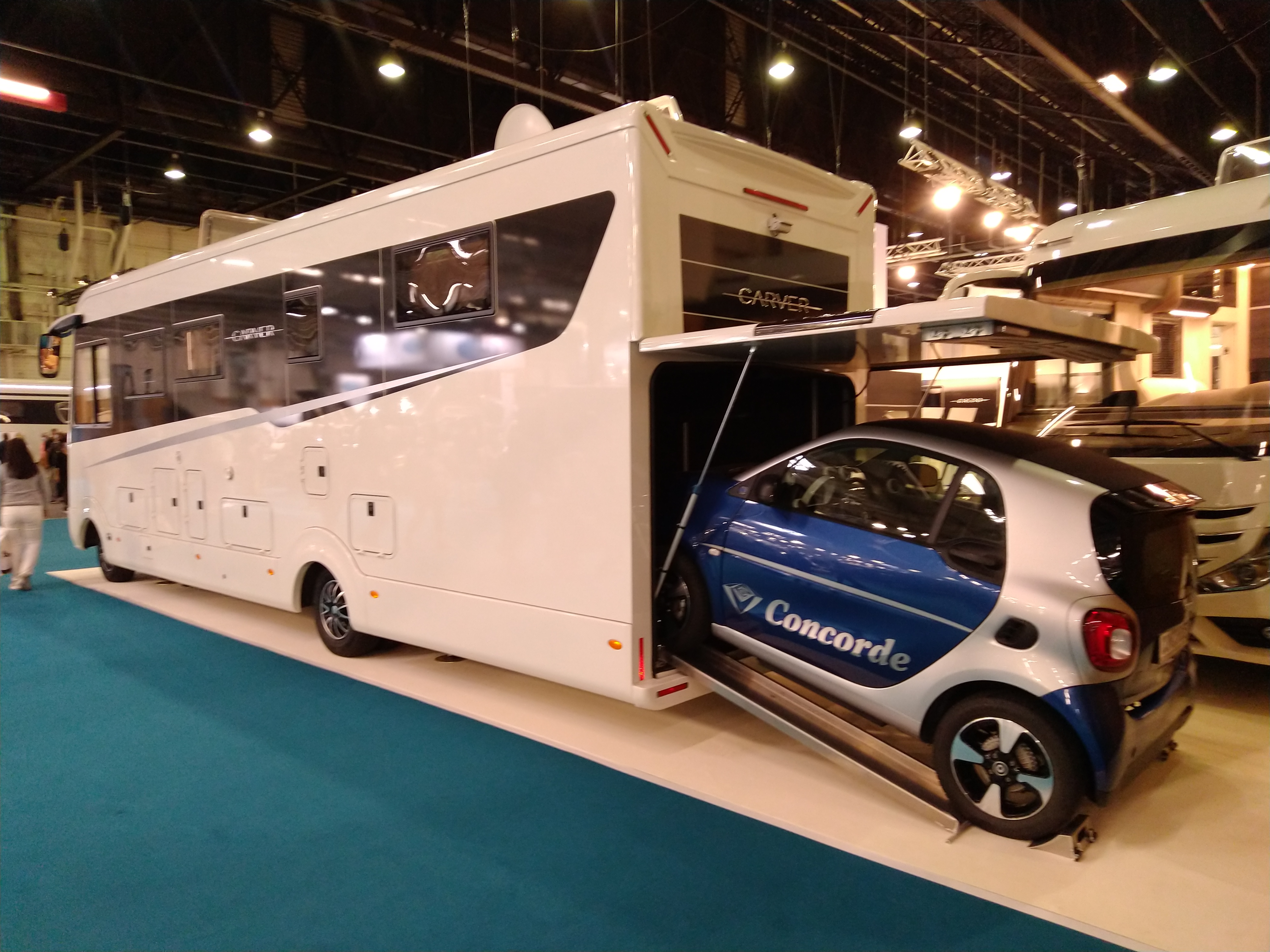
Concorde
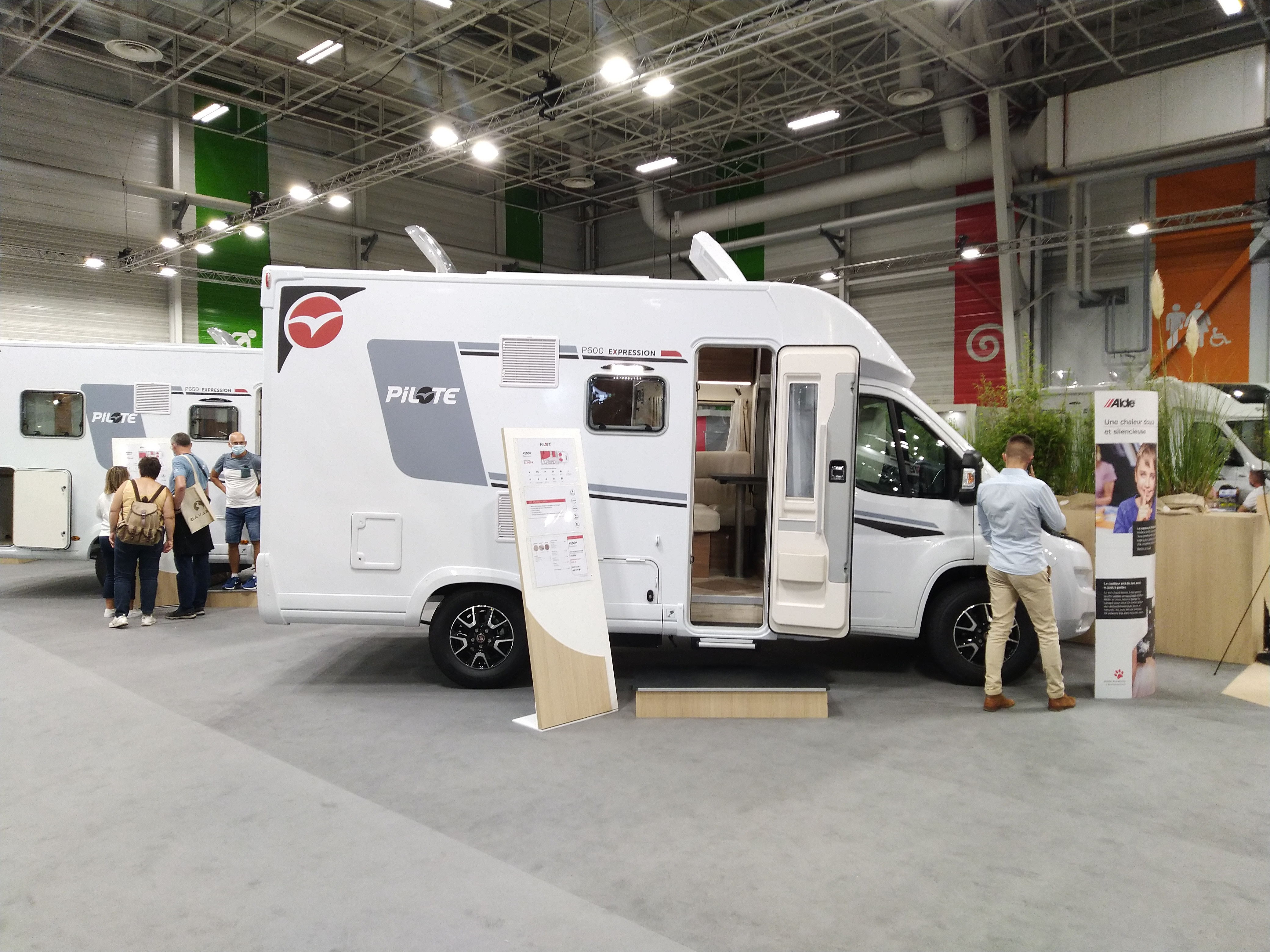
Pilote

- Chausson
- CI
- Concorde Reisemobile
- Dreamer
- Esterel
- Eura-Mobil
- Fiat Professional
- Fleurette
- Font Vendôme
- Frankia
- Itinéo
- Karmann Mobil
- La Mancelle
- Le Voyageur
- McLouis

- Mobilvetta
- Morelo
- Notin
- Pilote
- Rapido
- Rapidhome
- Rimor
- Roller Team
- Silver
- Sterckeman
- Viaxel
- Weinsberg
- Westfalia

- Camping-cars
- Adria
- Autostar
- Rapido
- Challenger
- Concorde
- Pilote

Fourgons aménagés
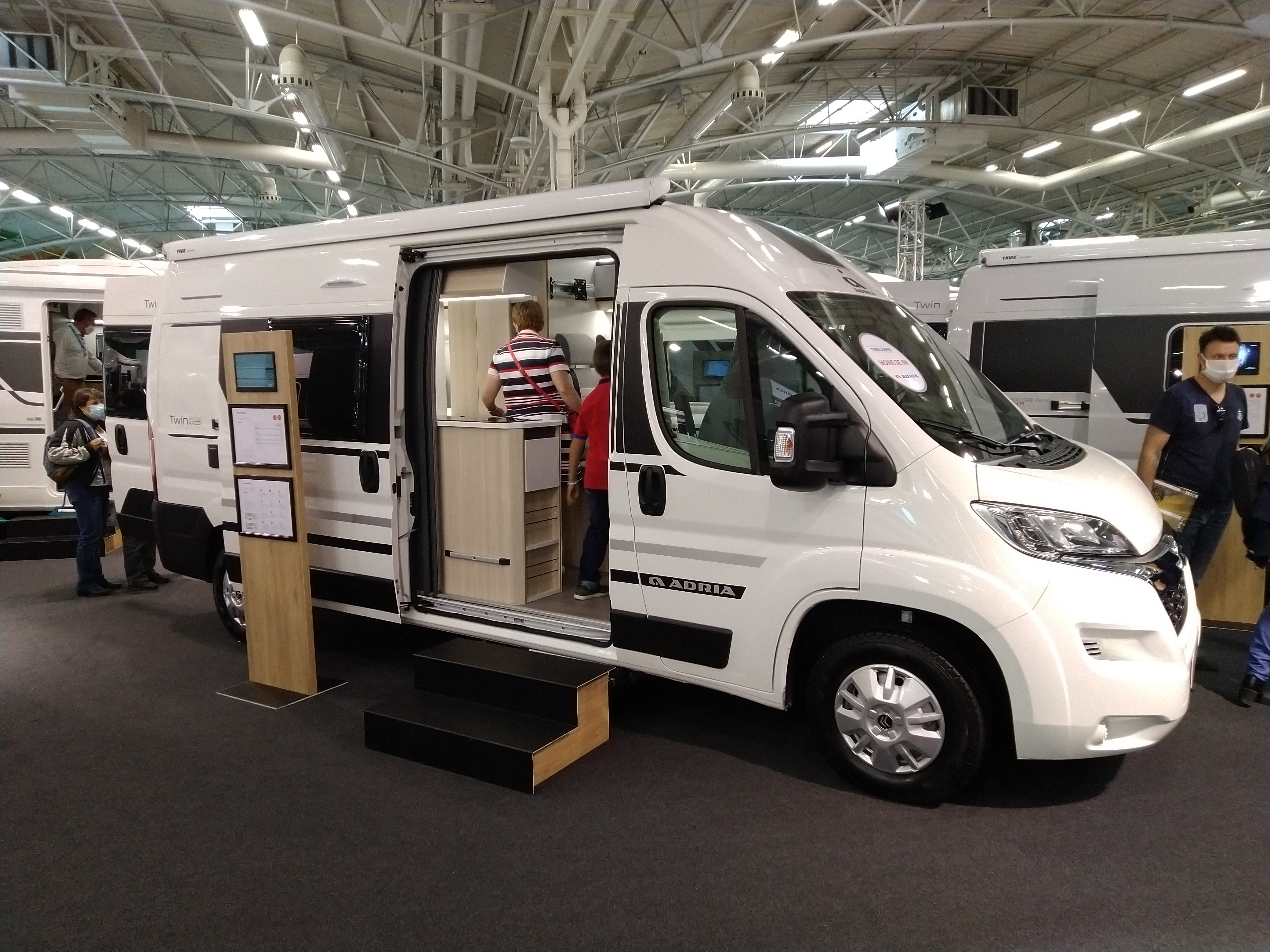
Adria
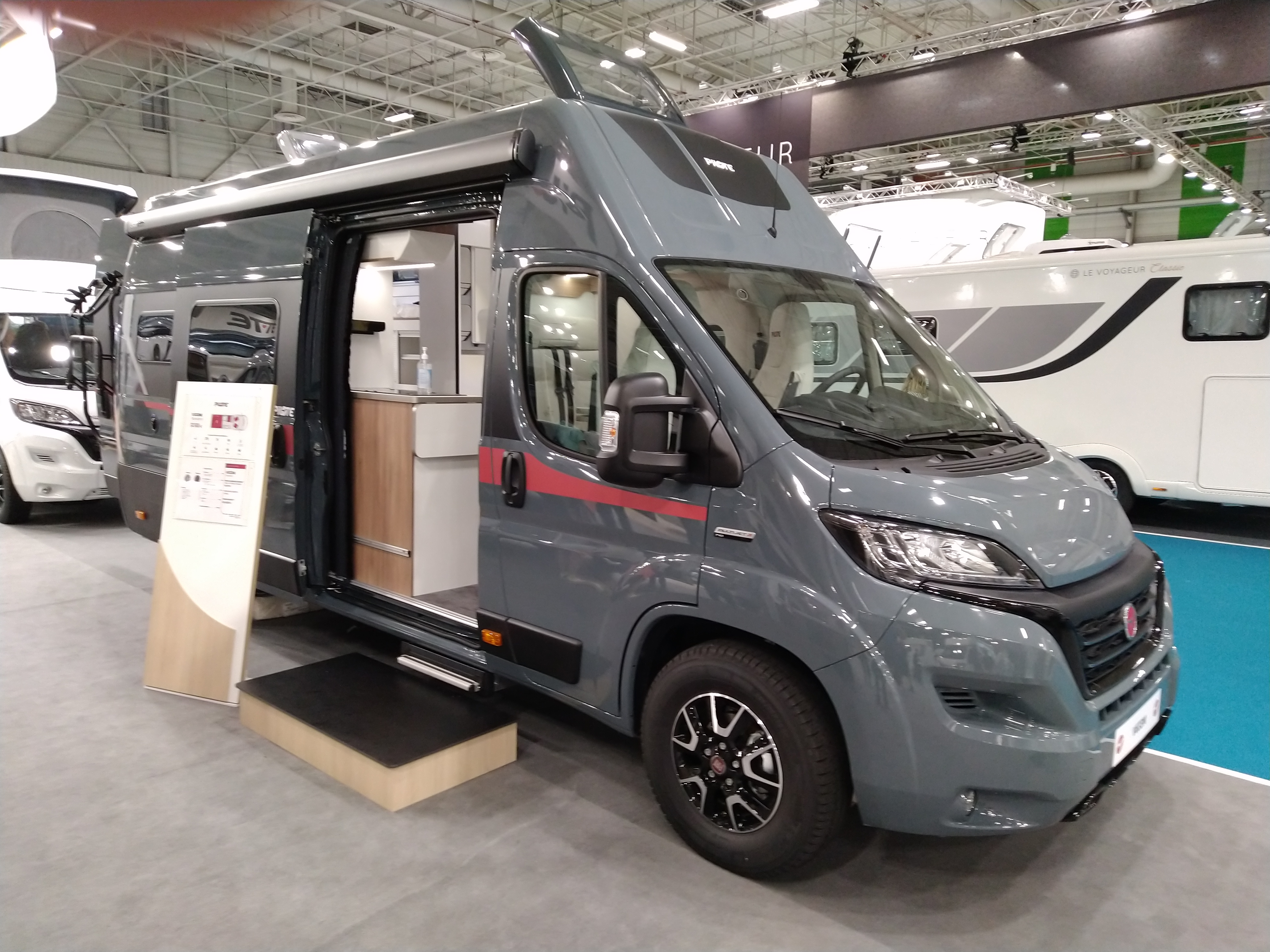
Pilote

### 56eédition (2022)

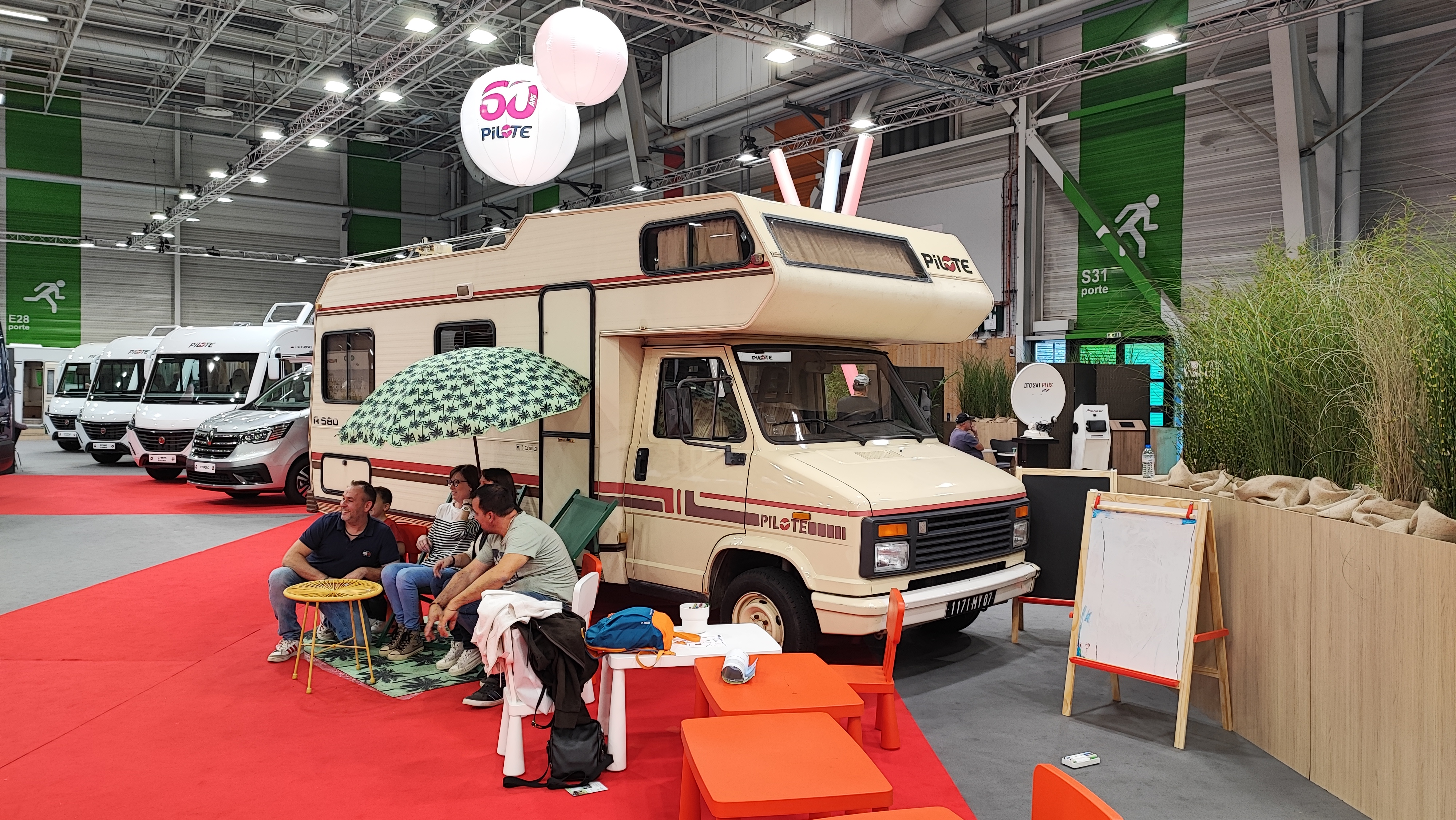
Pilote fête ses 60 ans

Caravanes
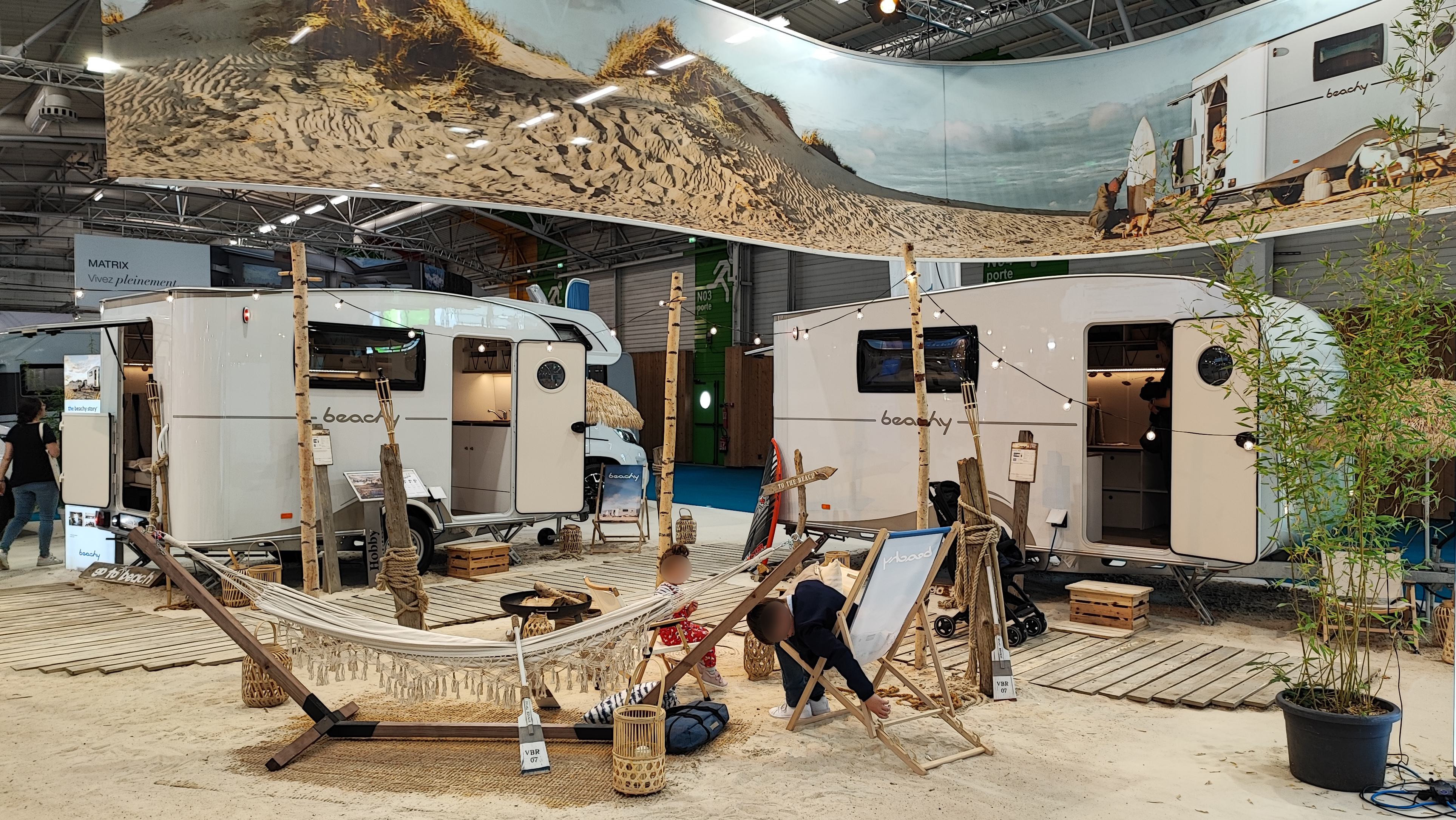
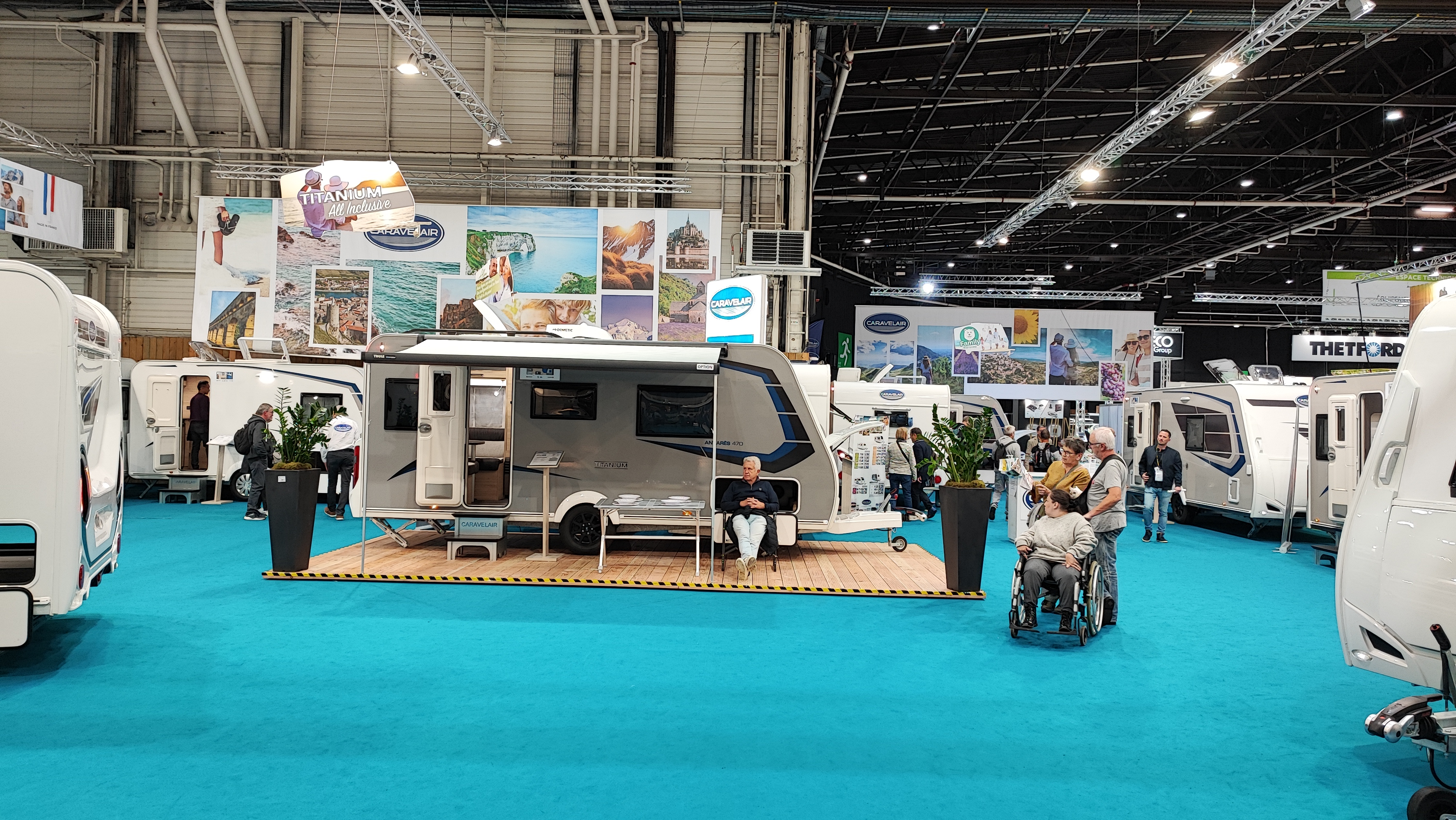
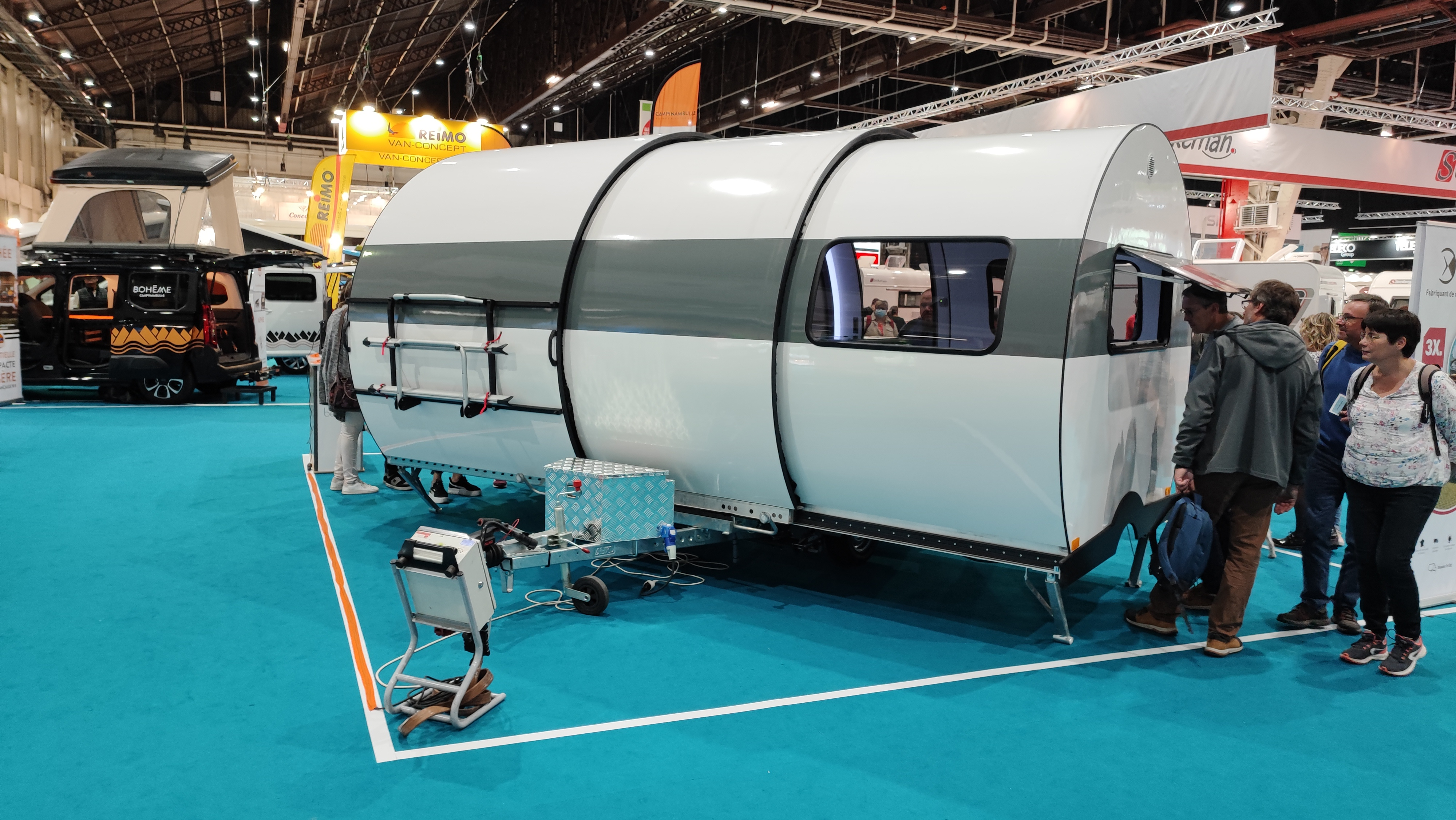
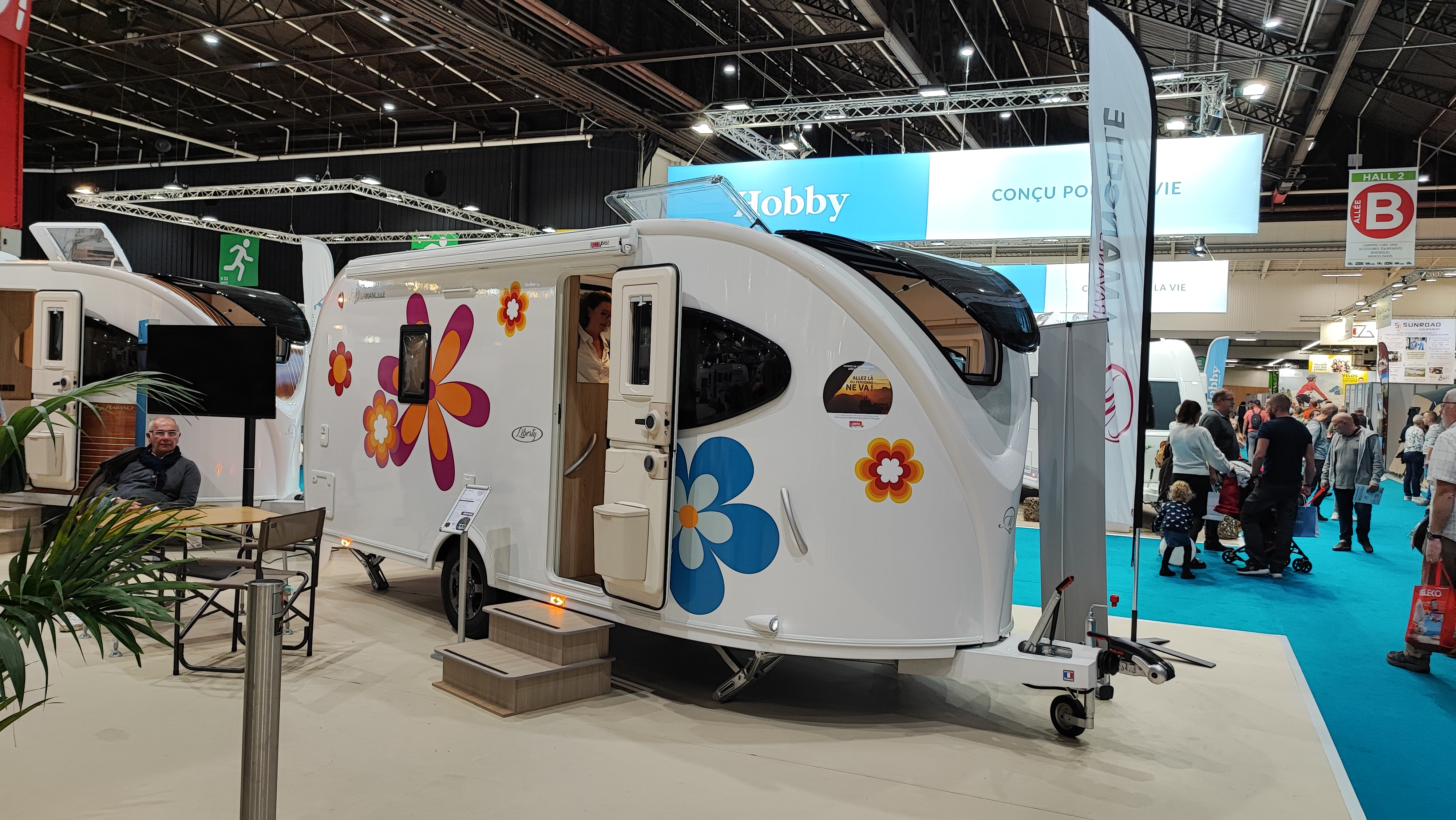

La 56e édition du salon des véhicules de loisirs a lieu au Parc des Expositions du Bourget, du 24 septembre au 2 octobre 2022.
Comme lors de la précédente édition, une piste d'essais est prévue pour les camping-cars et un parking aire de service est également au programme, pour les visiteurs qui souhaite dormir sur place, au prix de 6 € la nuitée. Le salon propose par ailleurs des soirées à thème et des concerts payants.
Cette année le constructeur Pilote célèbre ses 60 ans d'existence et propose une séance photo devant un modèle vintage Pilote R 580 sur porteur Citroën de 1988.
Les 160 stands du salon occupent une surface intérieure de 55 000 m2, répartis sur 4 halls (4, 5, 2A, 2B), des travaux étant en cours dans les autres halls. Pour des raisons techniques, l'espace extérieur dédié aux camping-cars d’occasion n'a pas été reconduit sur cette édition.
Les constructeurs de camping-cars présents cette année :

Camping-cars
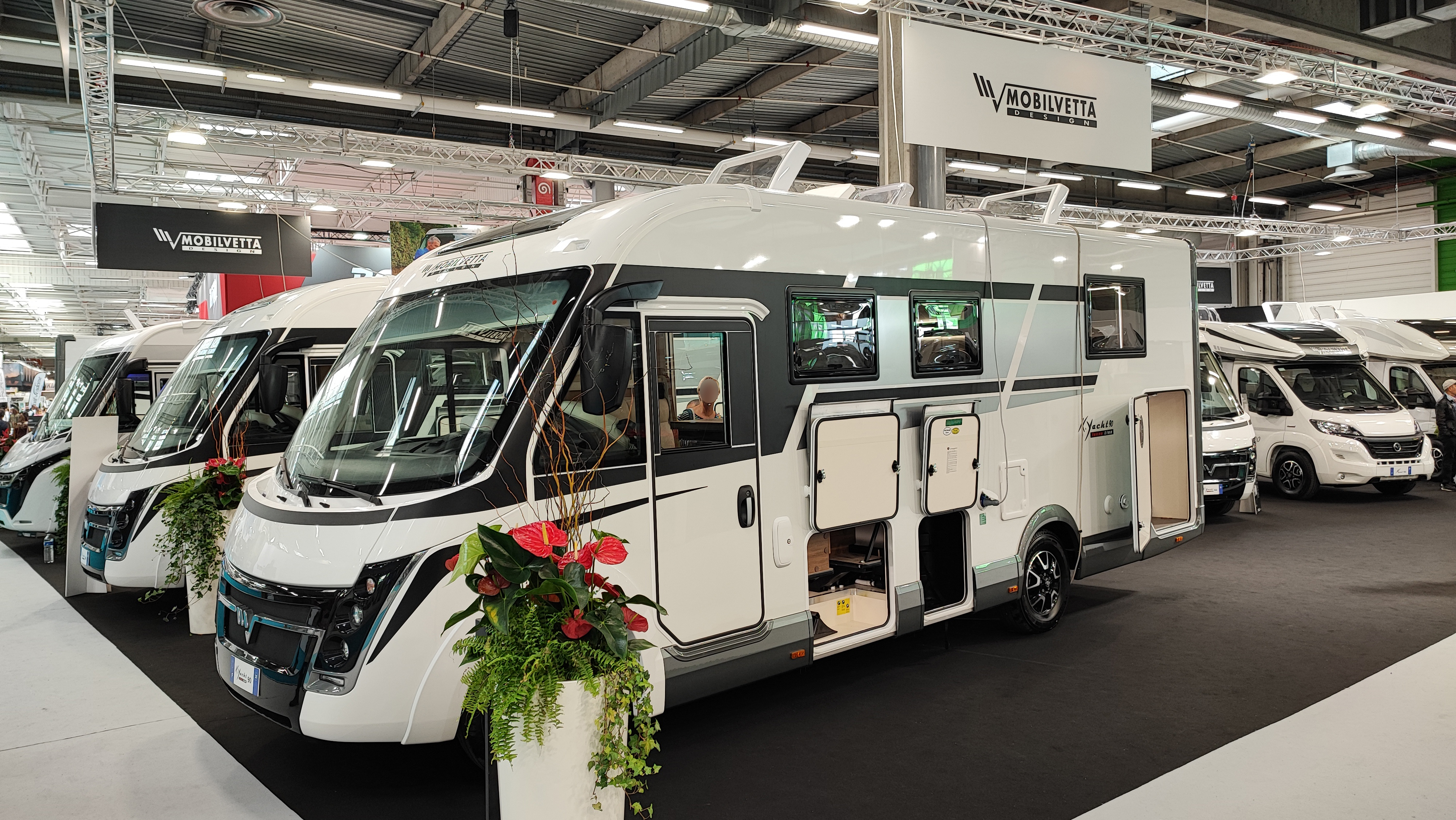
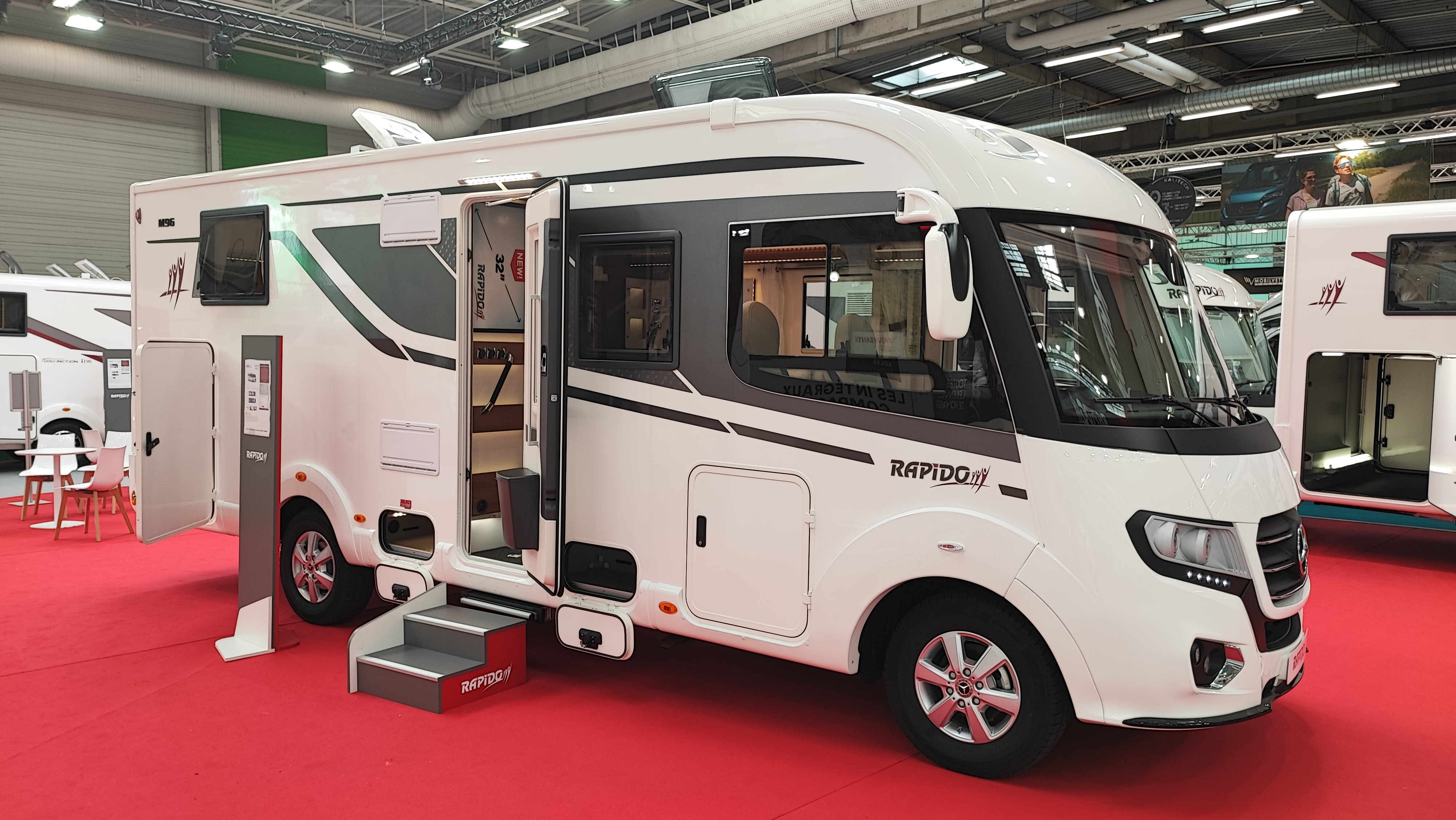
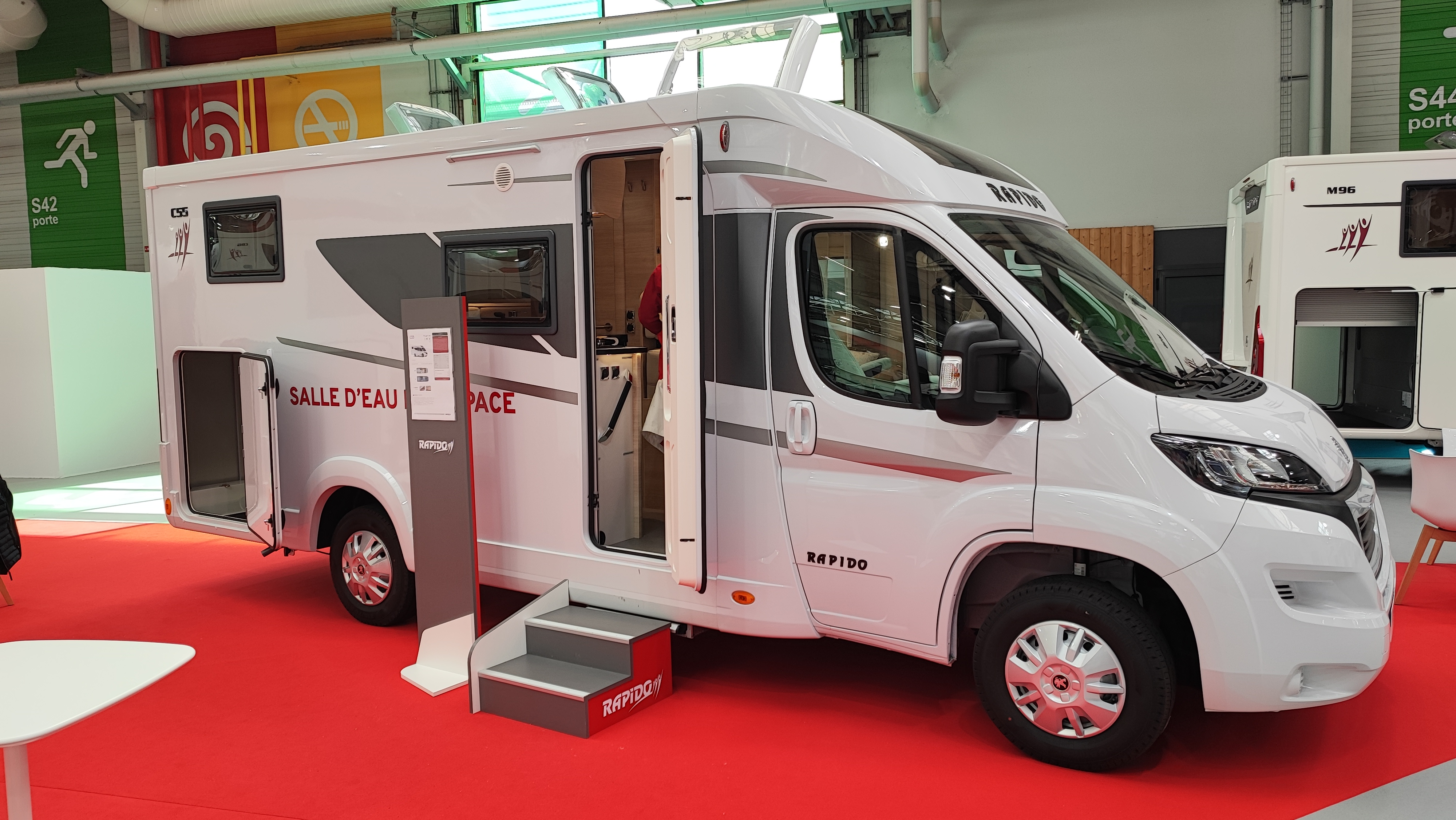
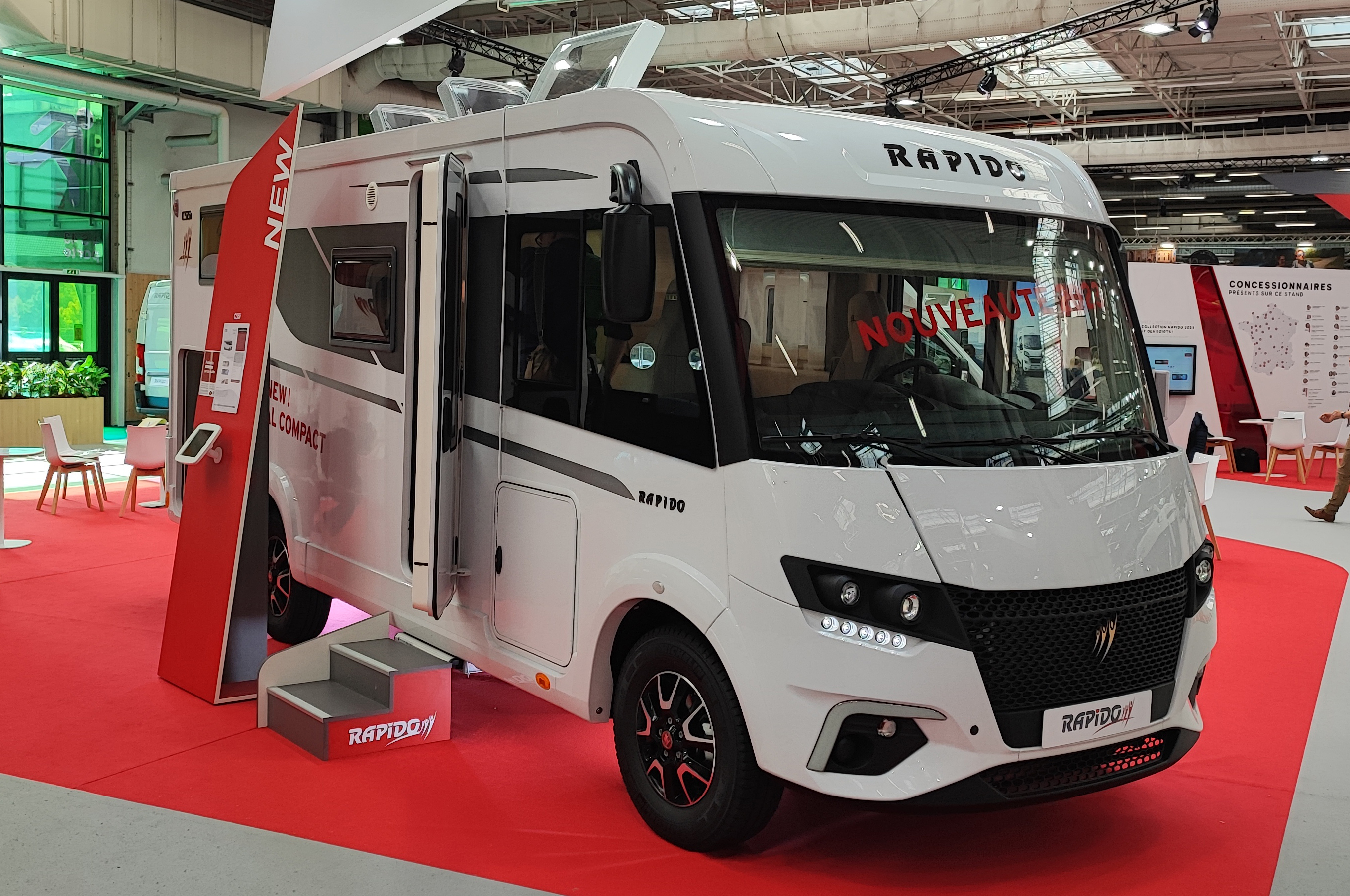
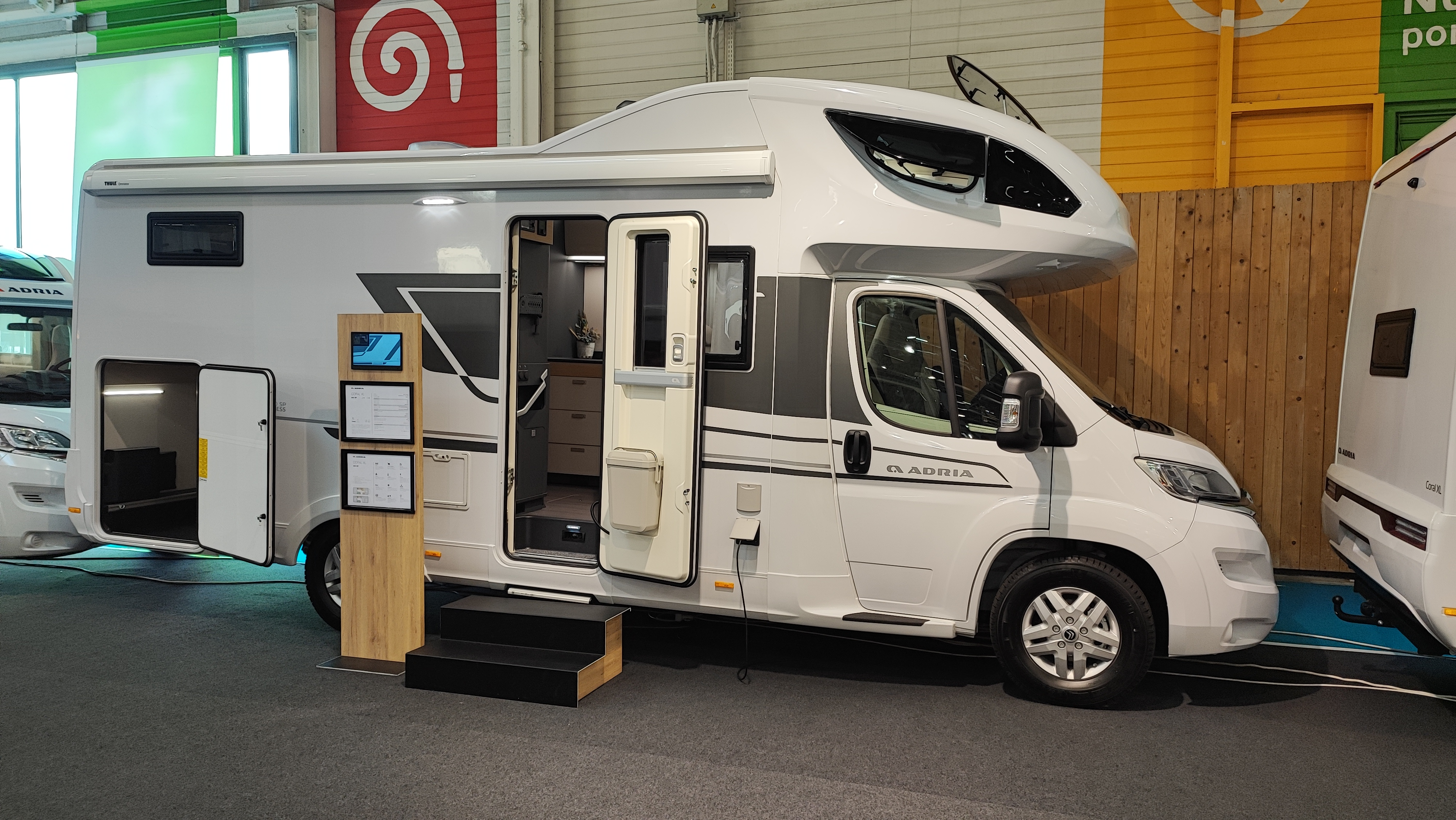
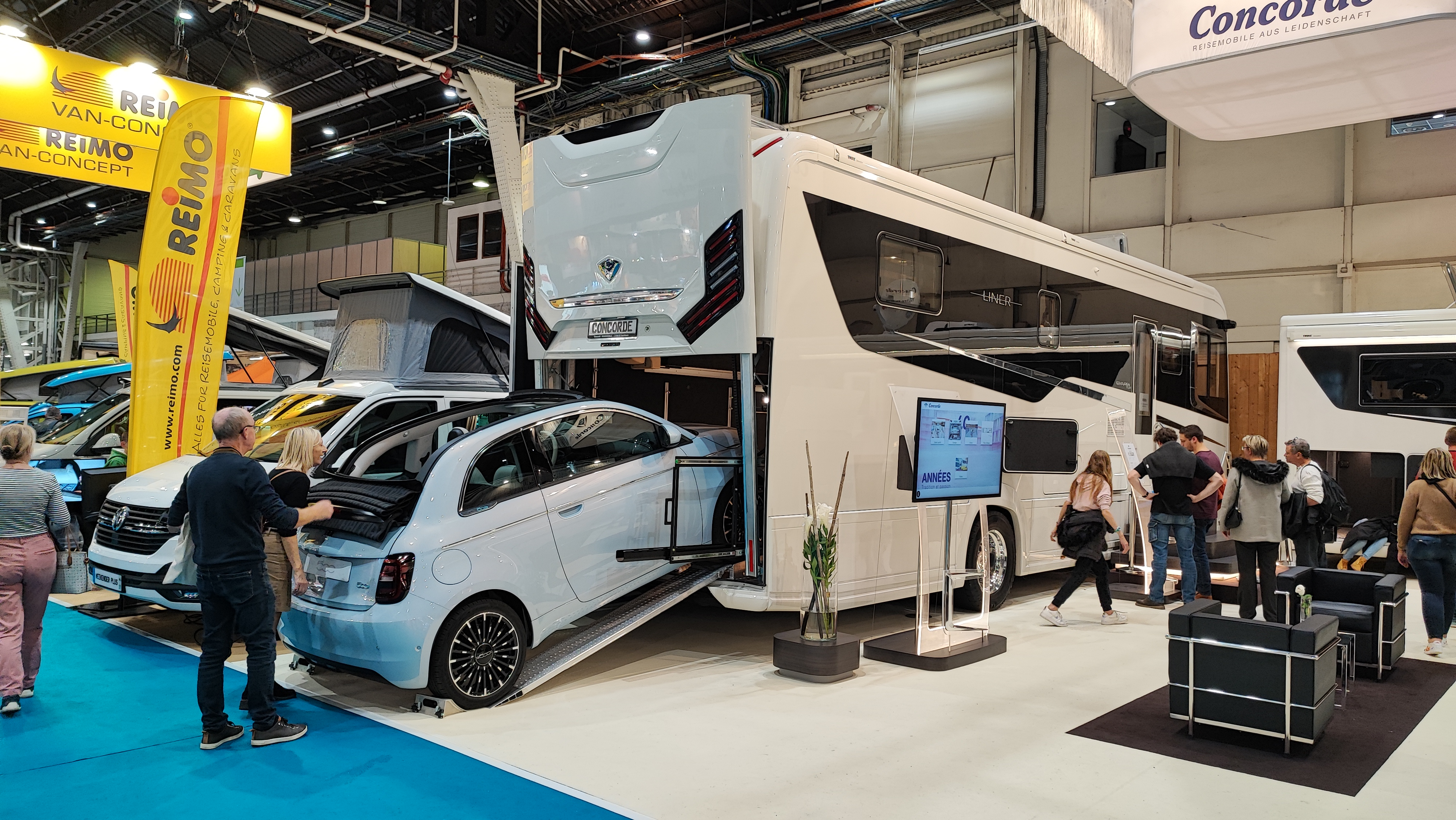

- Adria
- Autostar
- Bavaria
- Benimar
- Campérêve
- Caravelair
- Carthago
- Challenger
- Chausson
- CI
- Concorde Reisemobile
- Dreamer
- Esterel
- Eura-Mobil
- Fiat Professional
- Fleurette
- Frankia
- Itinéo
- Karmann Mobil
- Le Voyageur
- McLouis
- Notin
- Pilote
- Rapido
- Roller Team
- Westfalia

- Camping-cars

- Caravanes

Tentes et accessoires
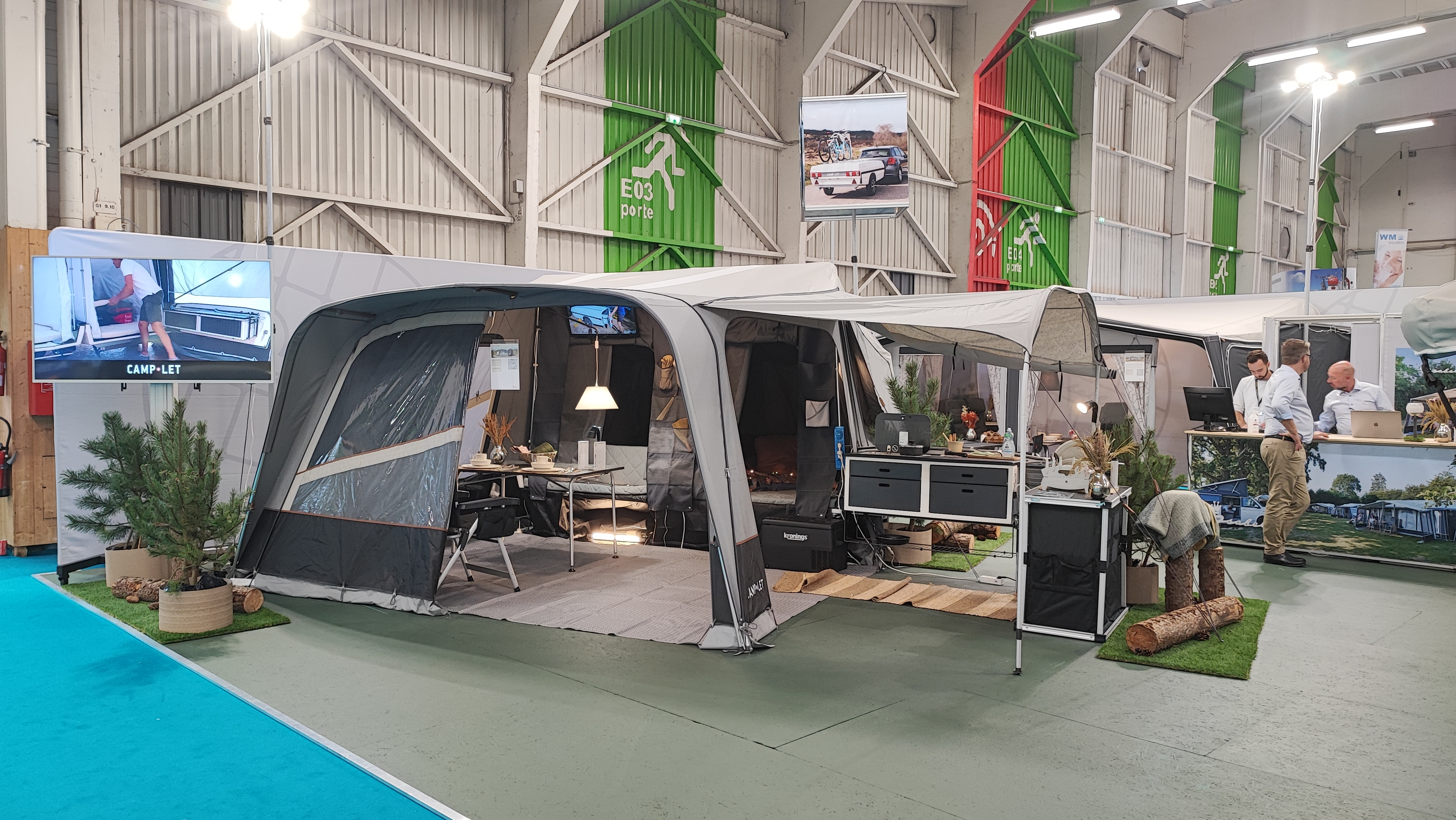
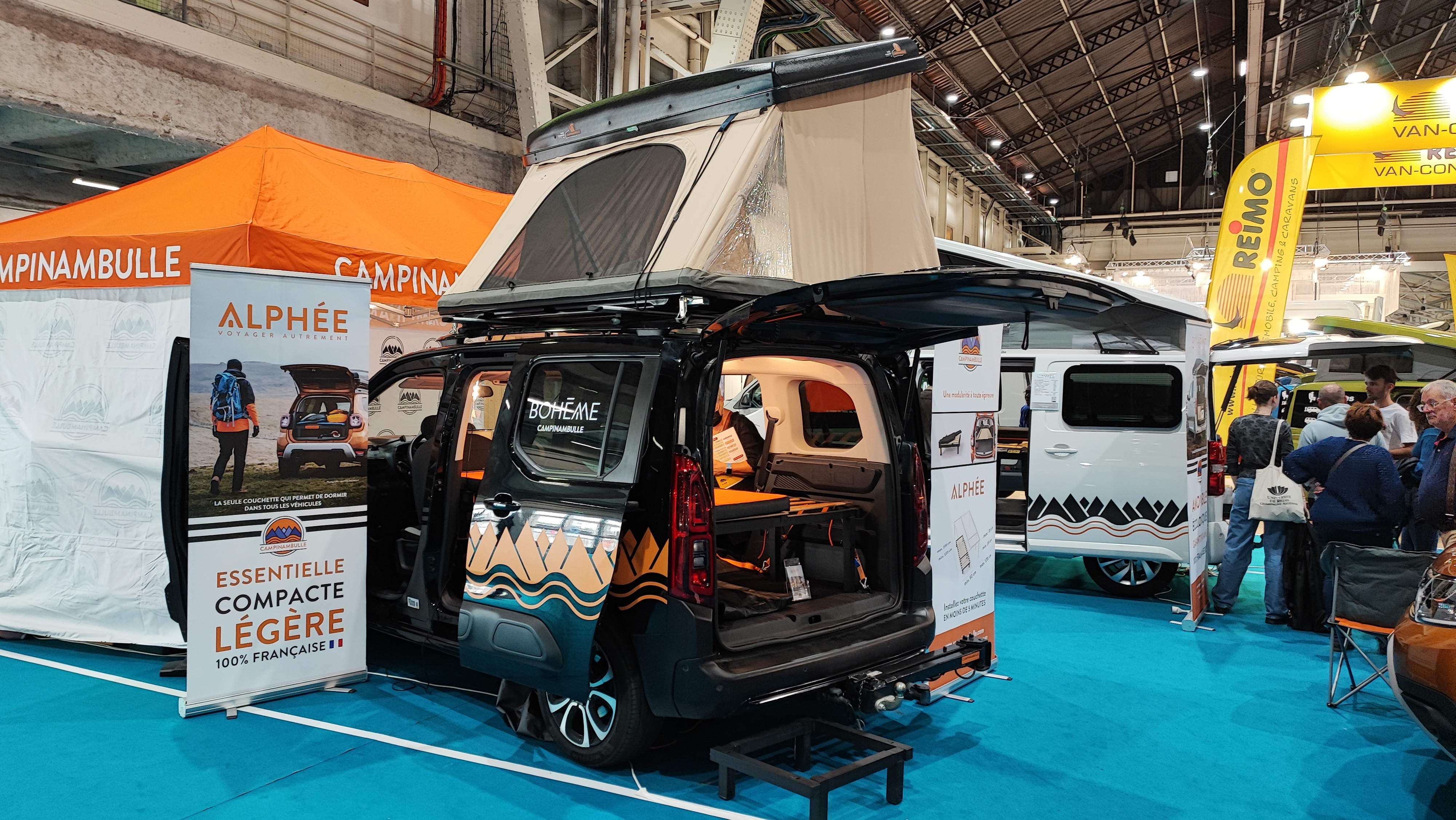
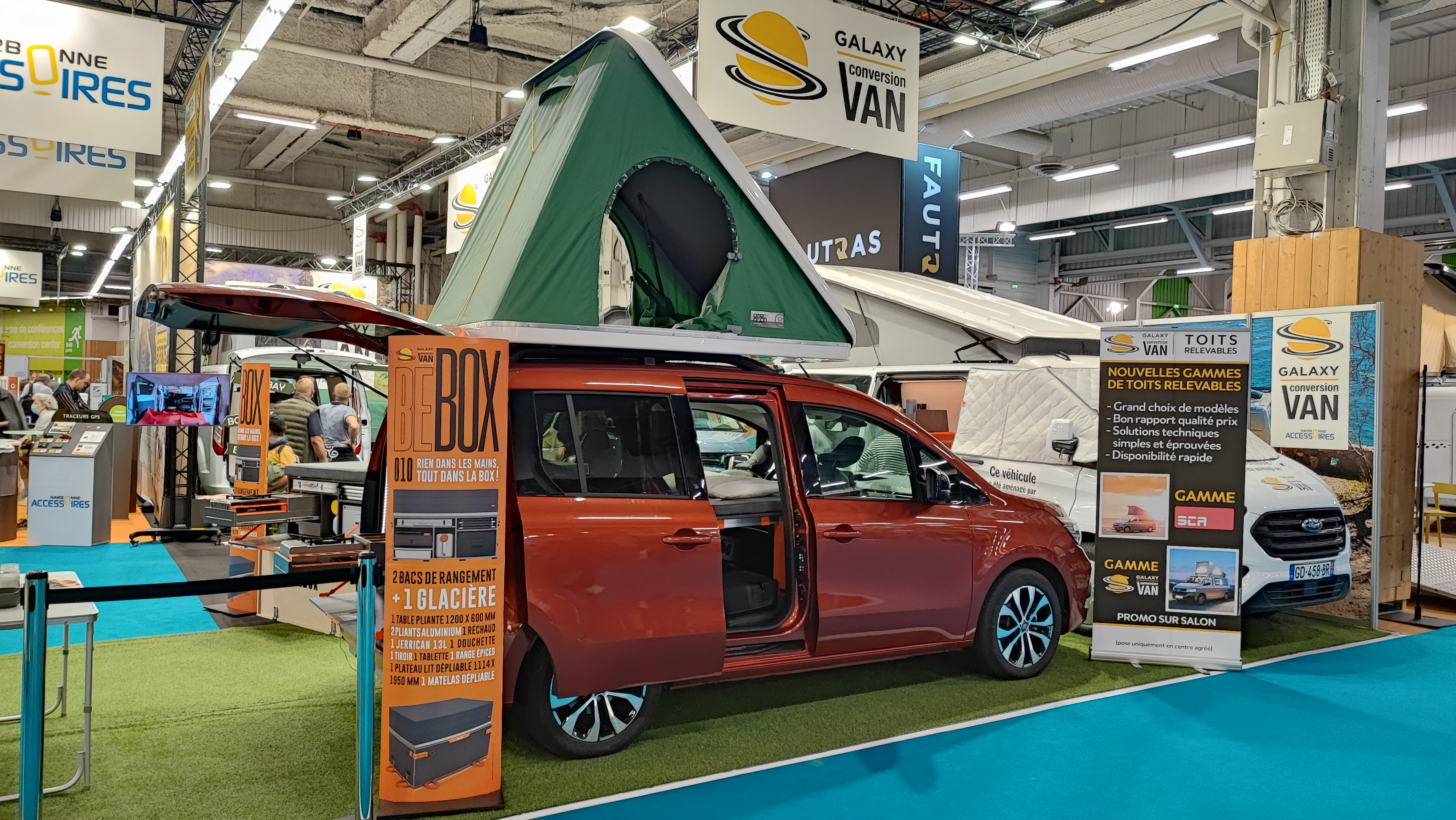
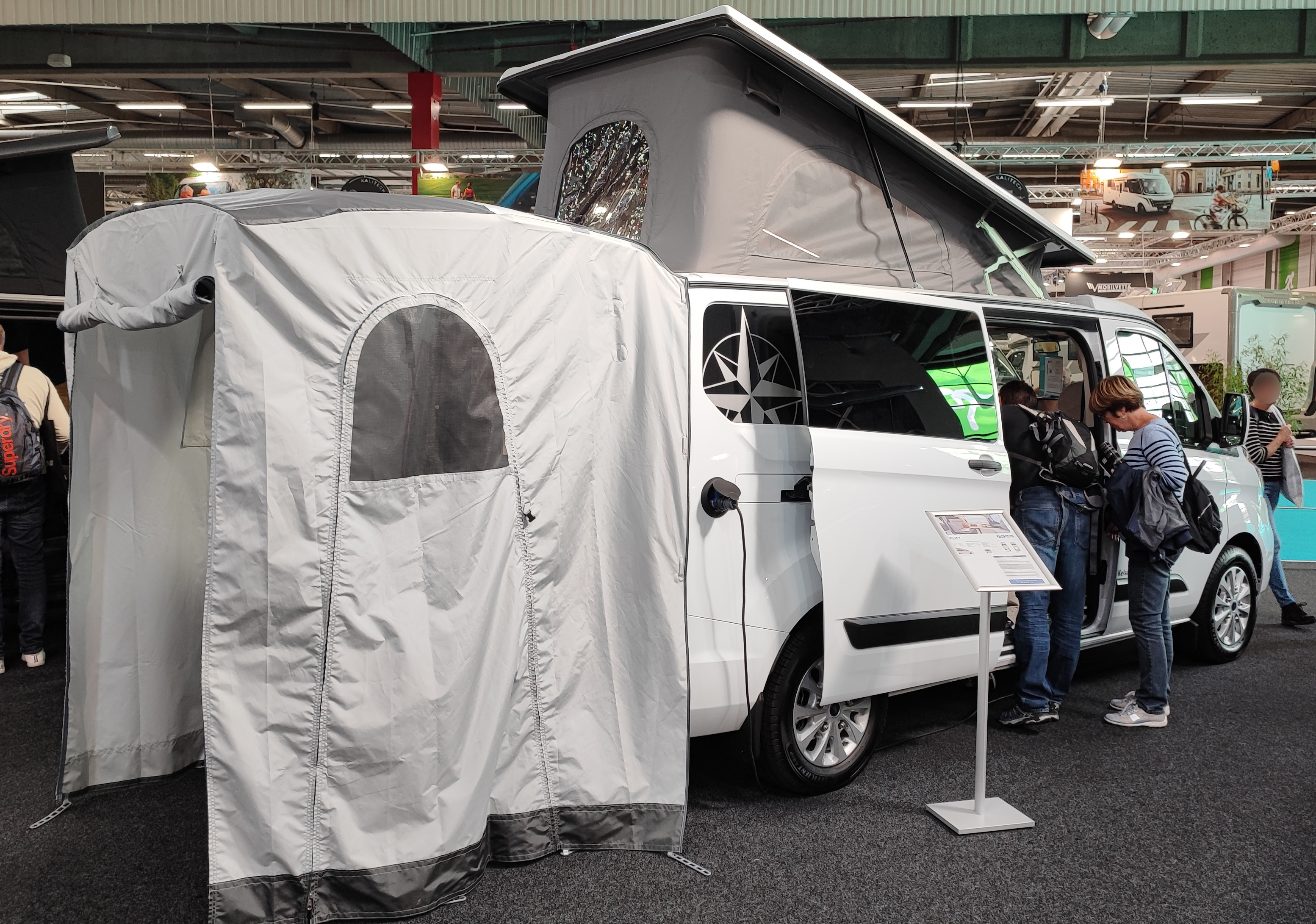
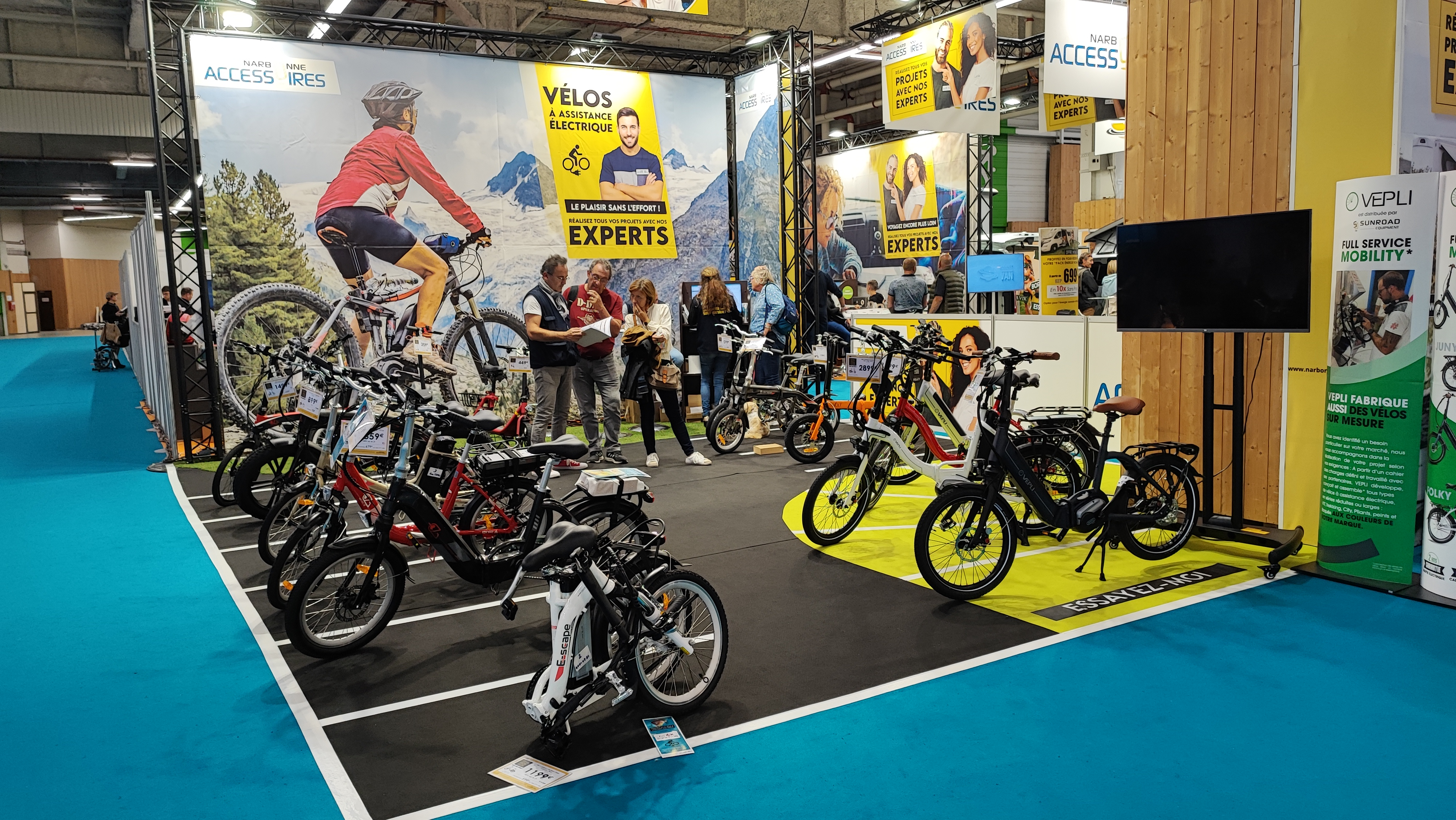

### 57eédition (2023)
Pour la première fois en 56 ans d’existence, le salon VDL est délocalisé au Parc des expositions de Paris-Nord Villepinte en raison des Jeux olympiques d'été de 2024 à Paris et se déroule du 7 au 15 octobre 2023.
Les constructeurs de camping-cars présents cette année :

Accessoires
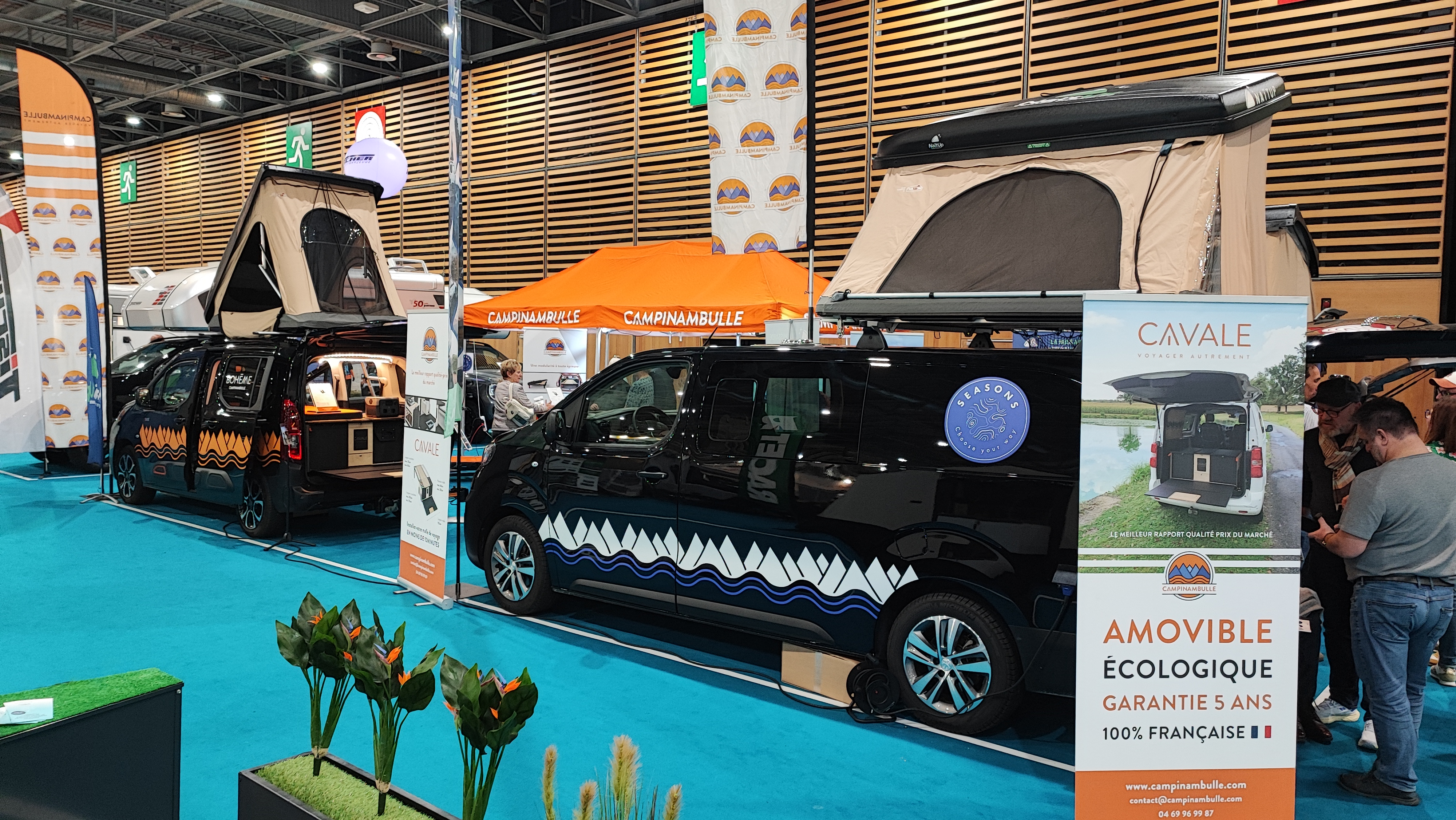
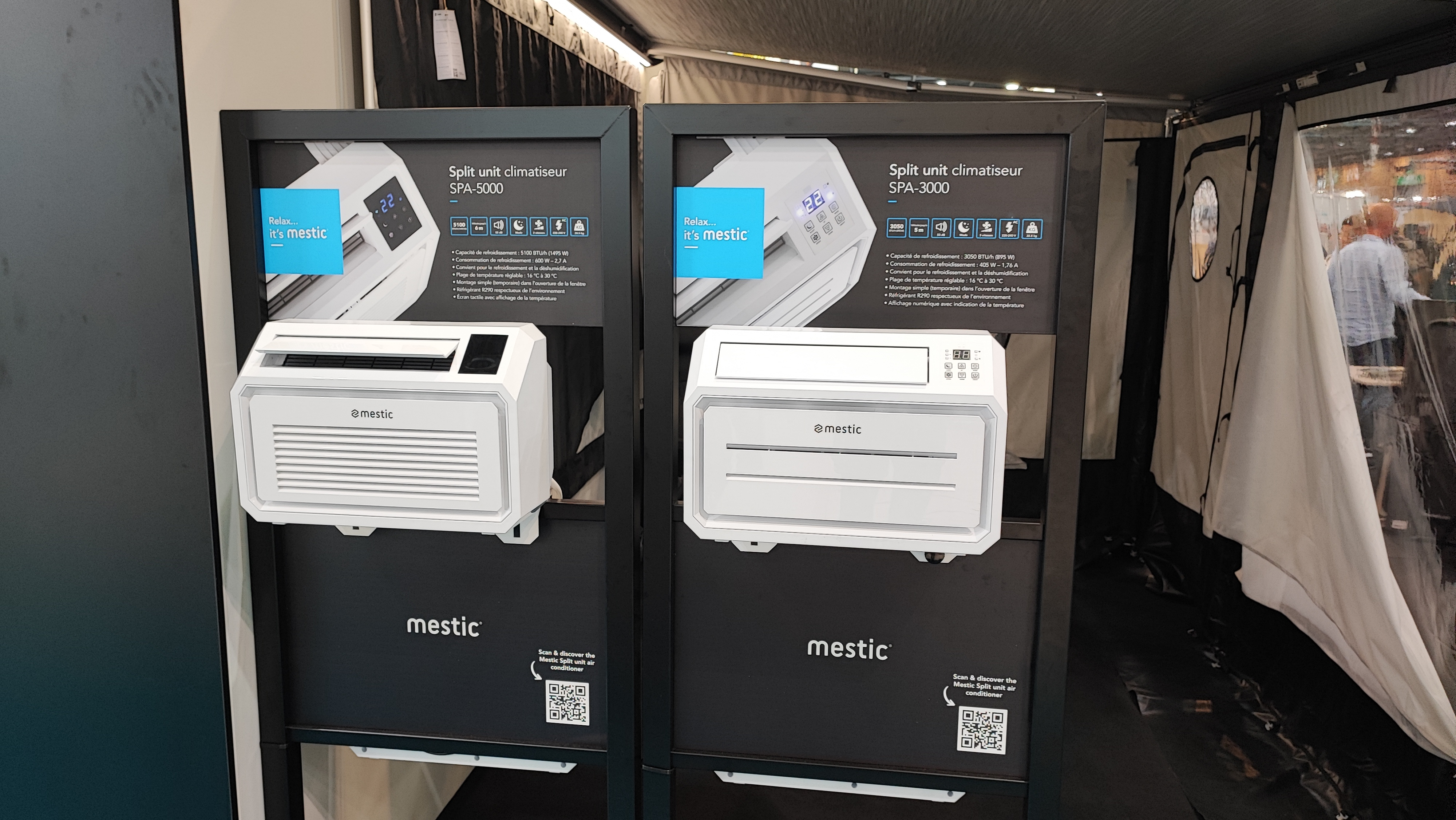
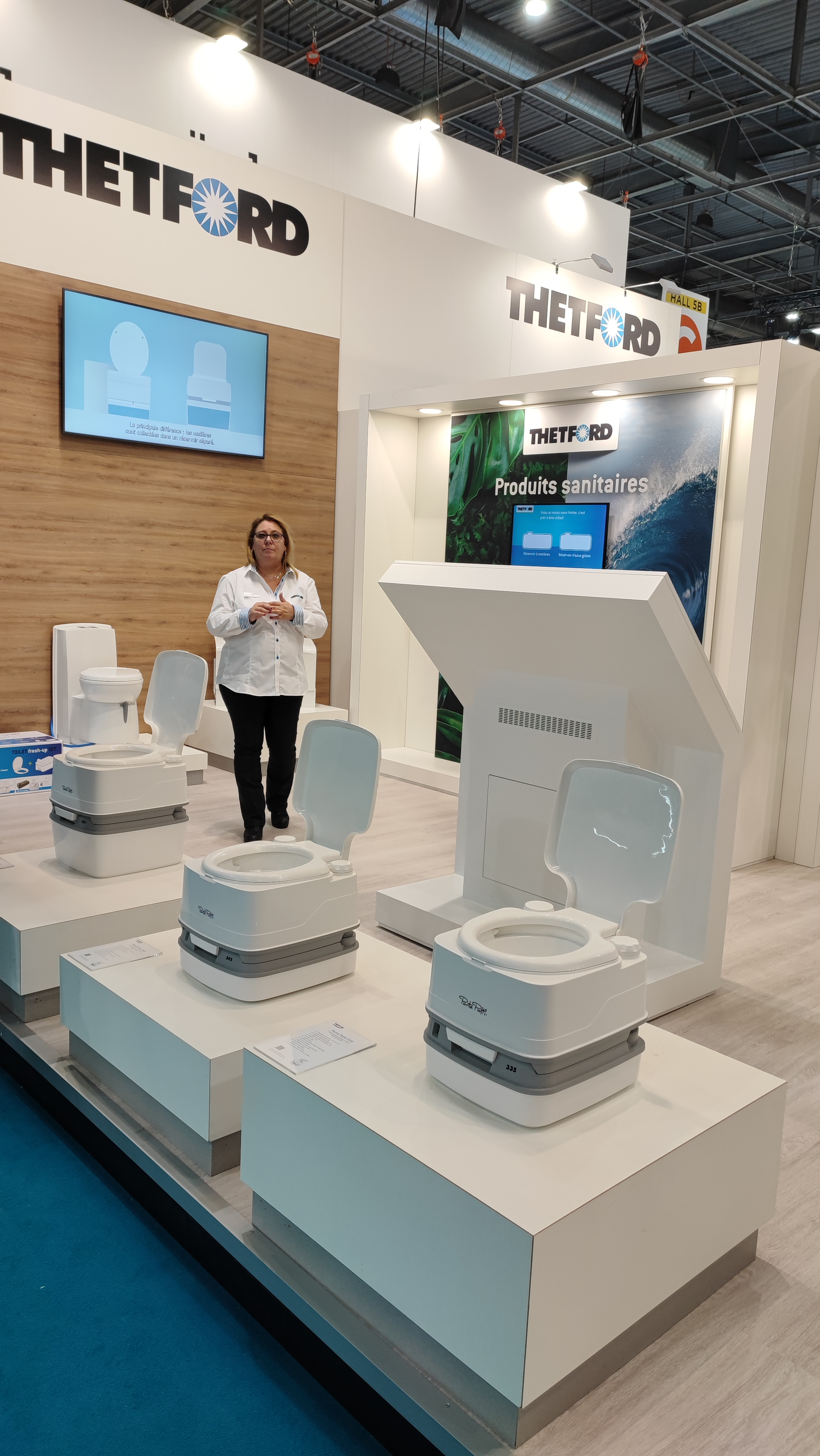

- Adria
- Autostar
- Bavaria
- Benimar
- Blucamp
- Bürstner
- Campérêve
- Carthago
- Challenger
- Chausson
- CI
- Concorde Reisemobile
- Eura-Mobil
- Fiat Professional
- Fleurette & Florium
- Frankia
- Giottiline
- Hobby
- Hymer
- Itinéo
- Joa Camp
- Karmann Mobil
- Knaus
- Laika
- Le Voyageur
- McLouis
- MCC
- Mobilvetta
- Morelo
- Notin
- Pilote
- Rapido
- Rimor
- Roller Team
- Trigano
- Westfalia
- Weinsberg

Camping-cars et vans
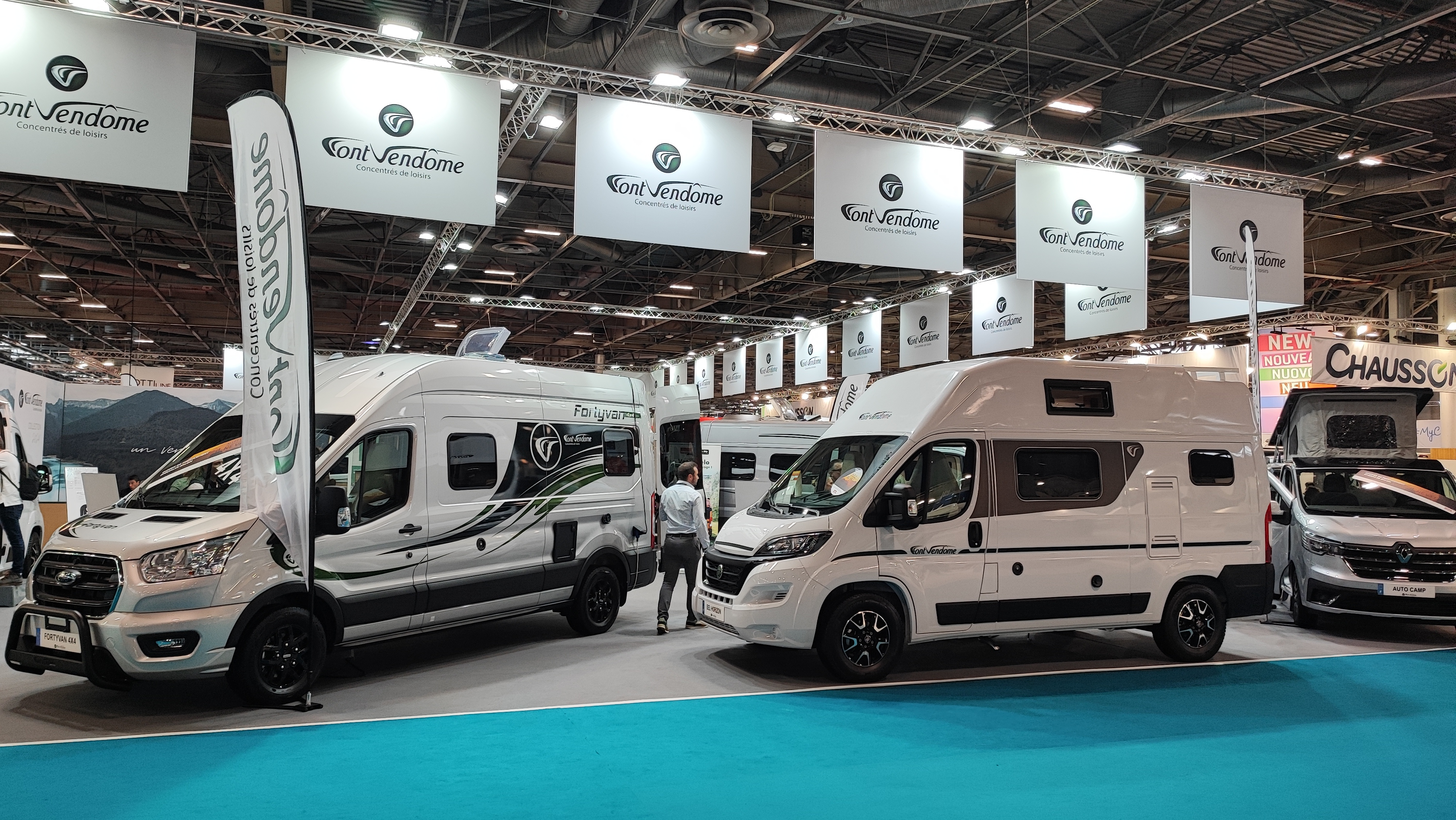
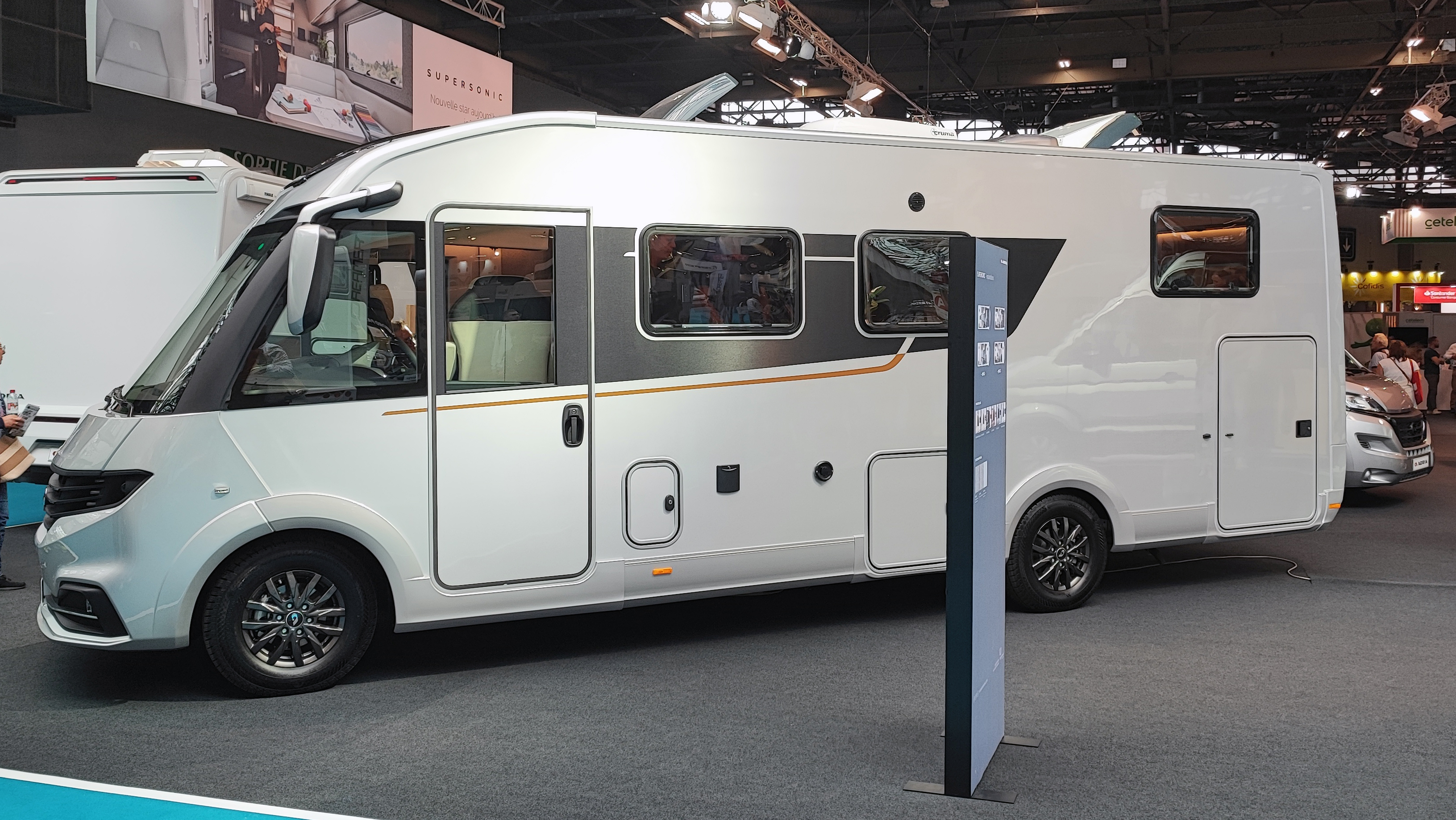
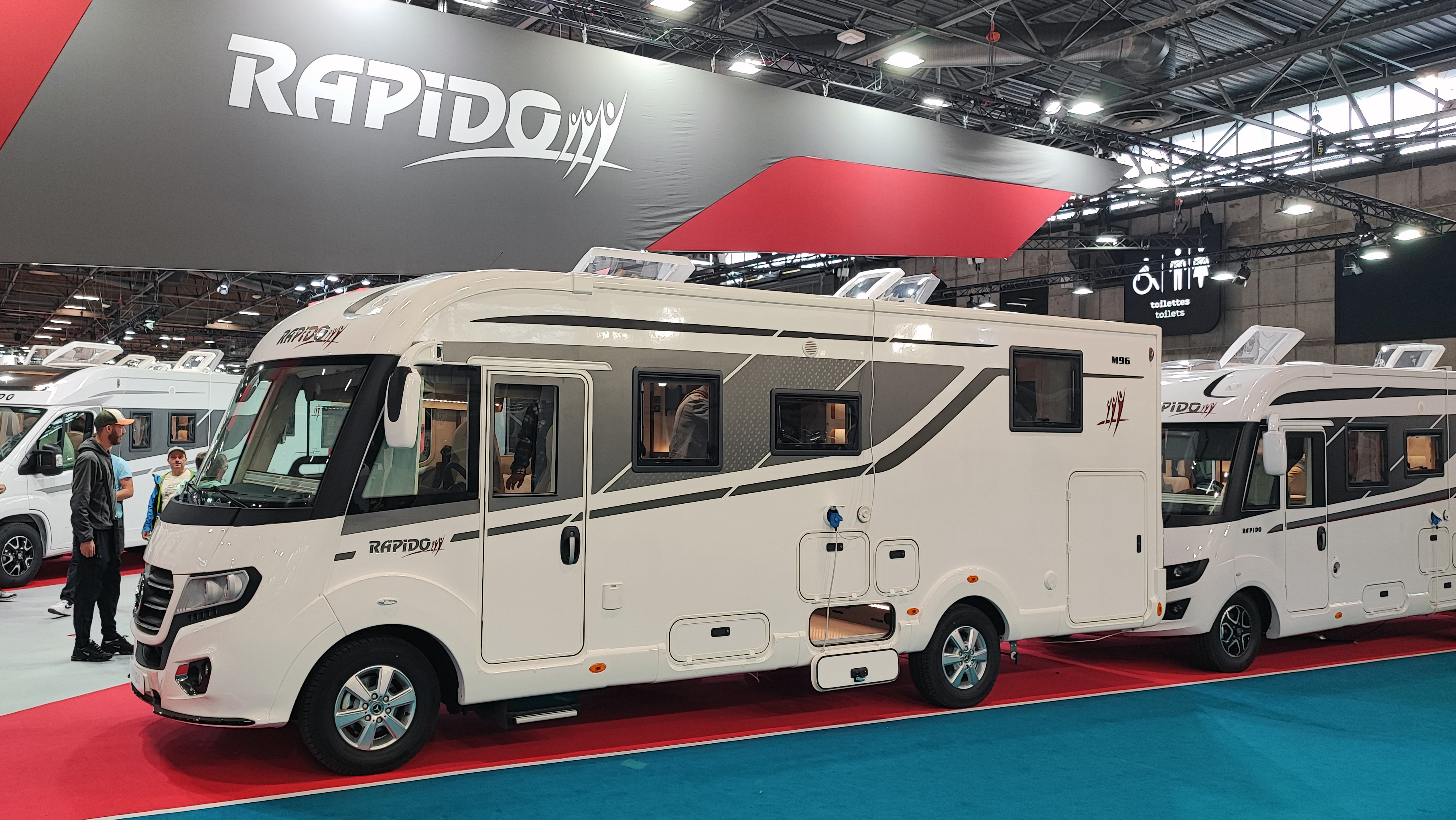
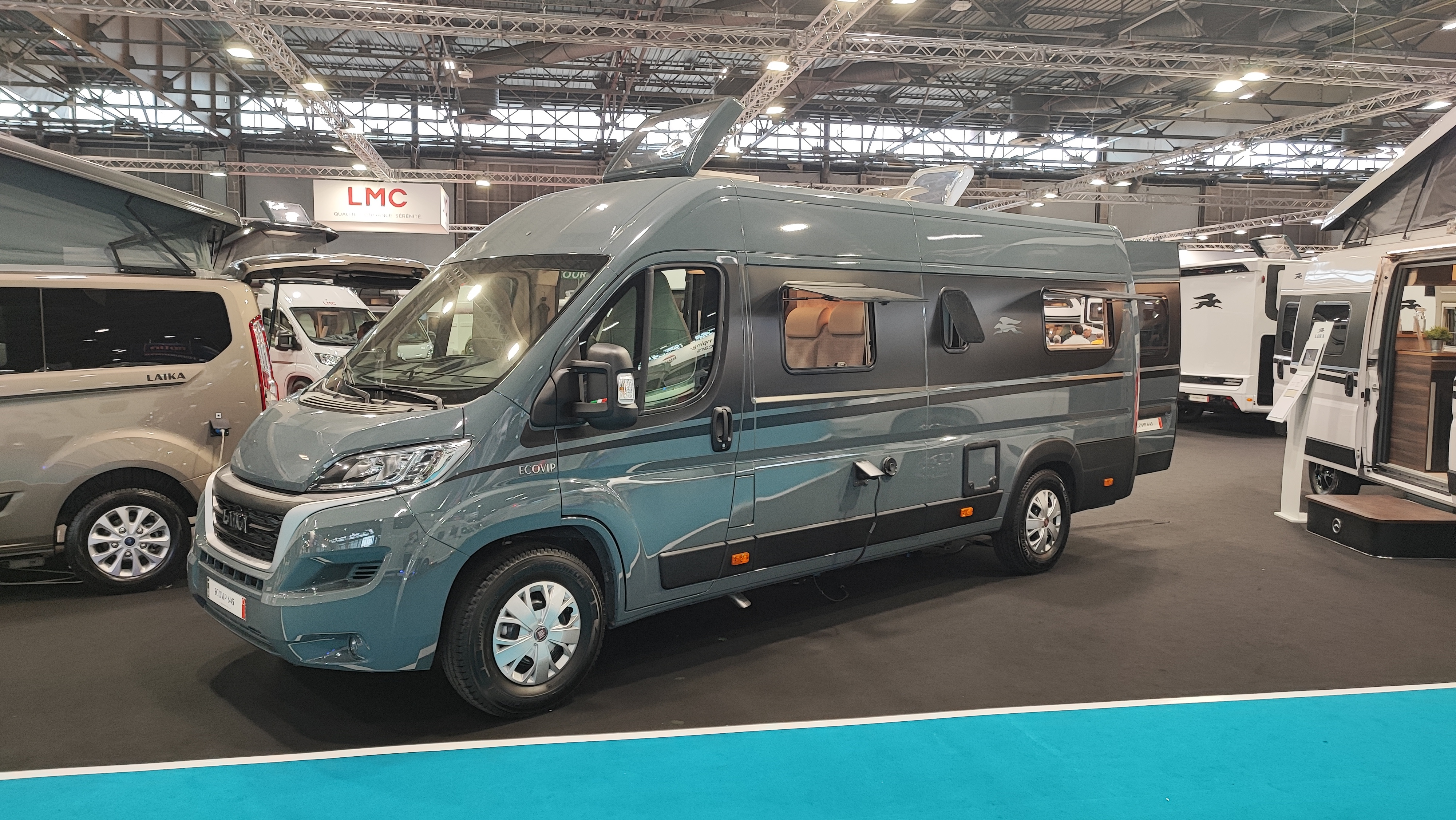
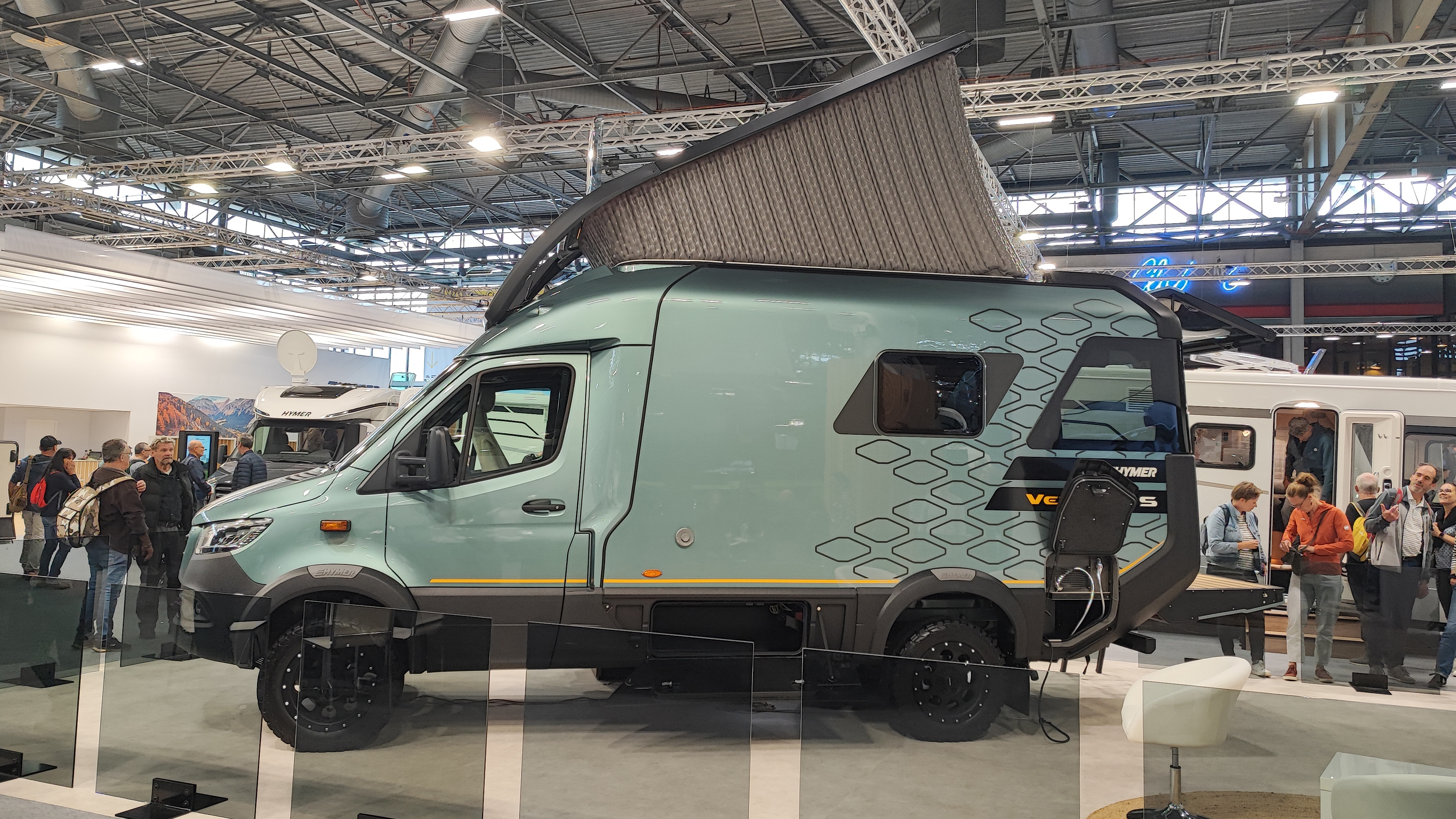
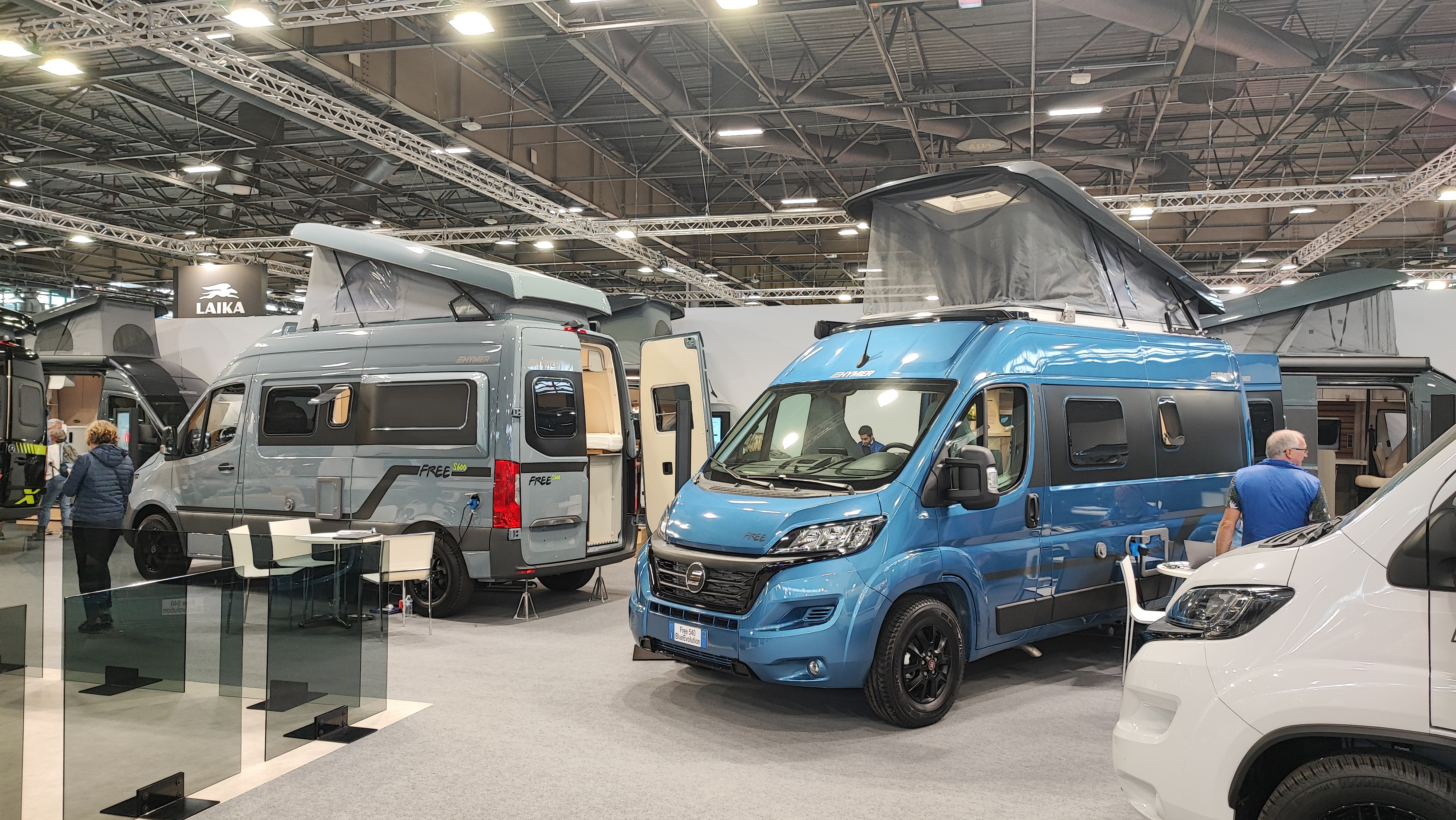
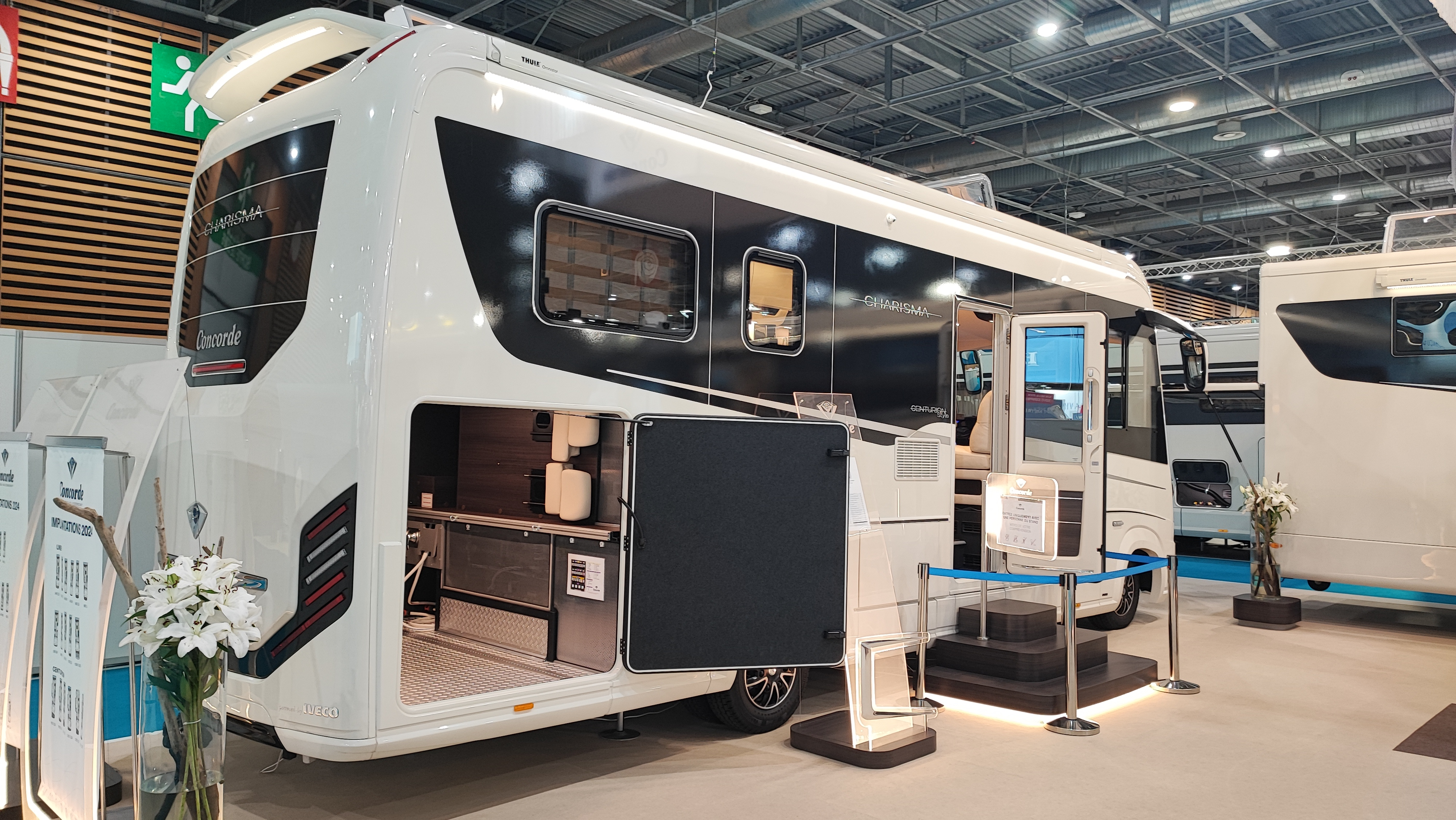

Caravanes et tentes
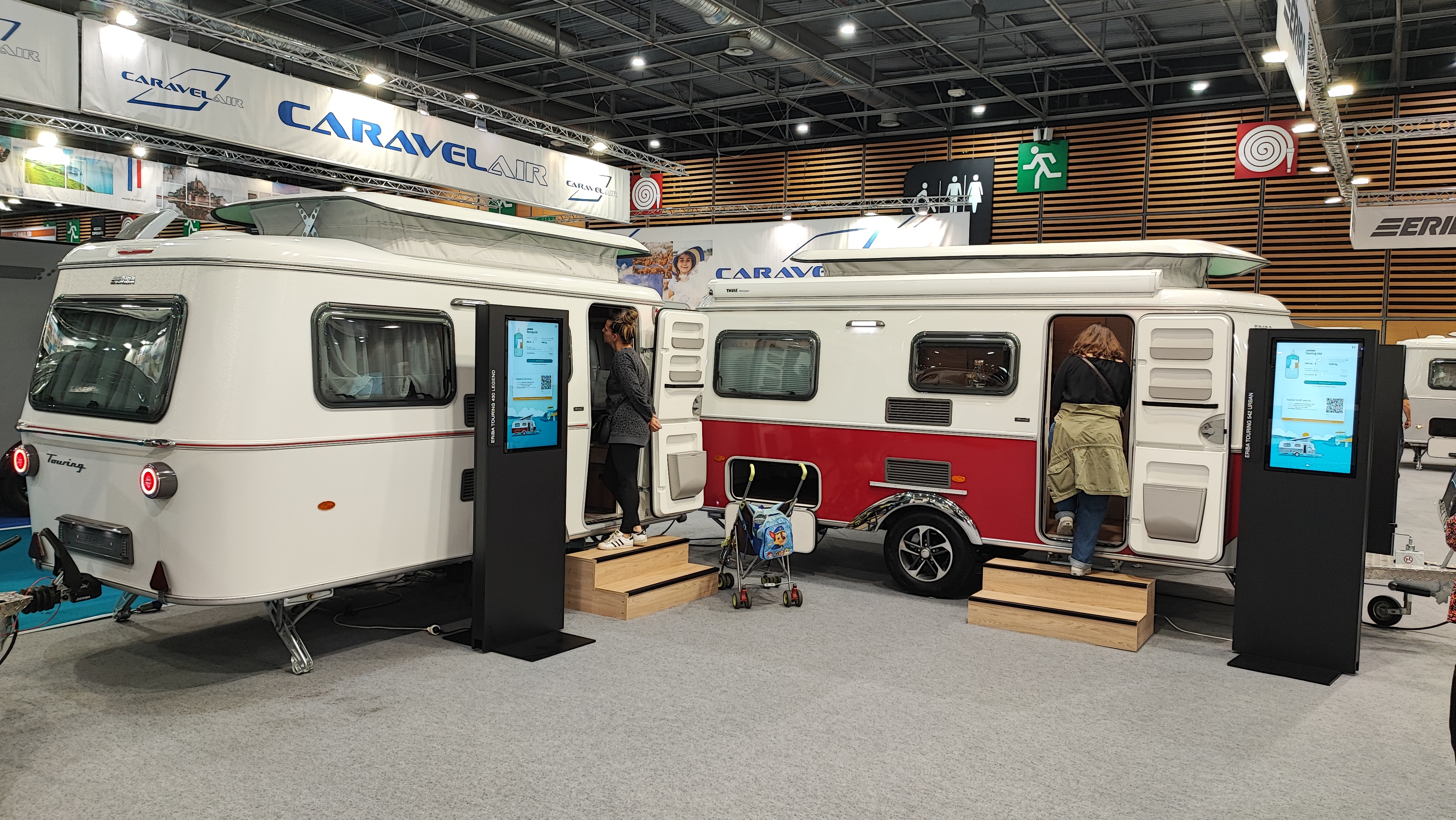
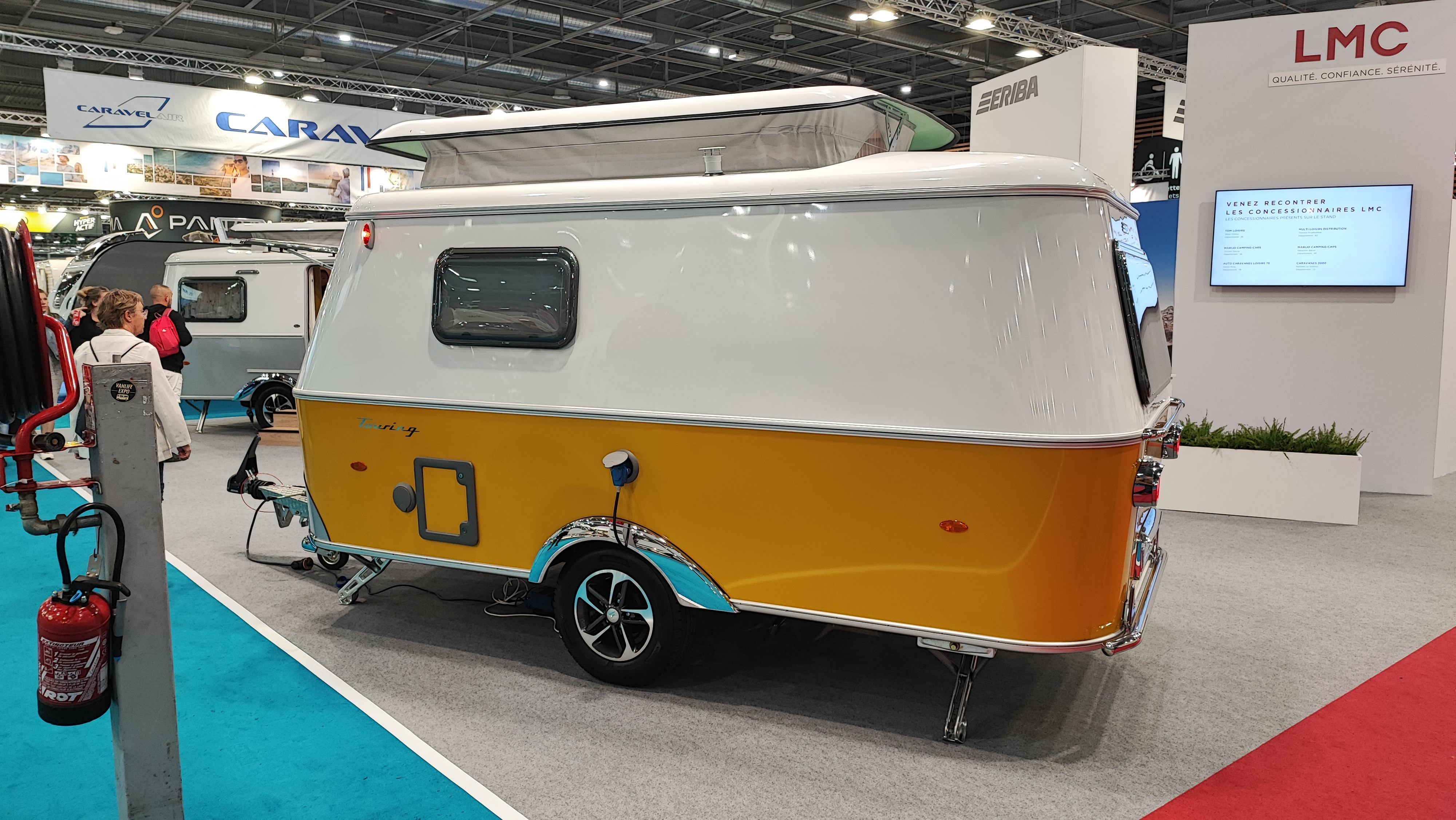
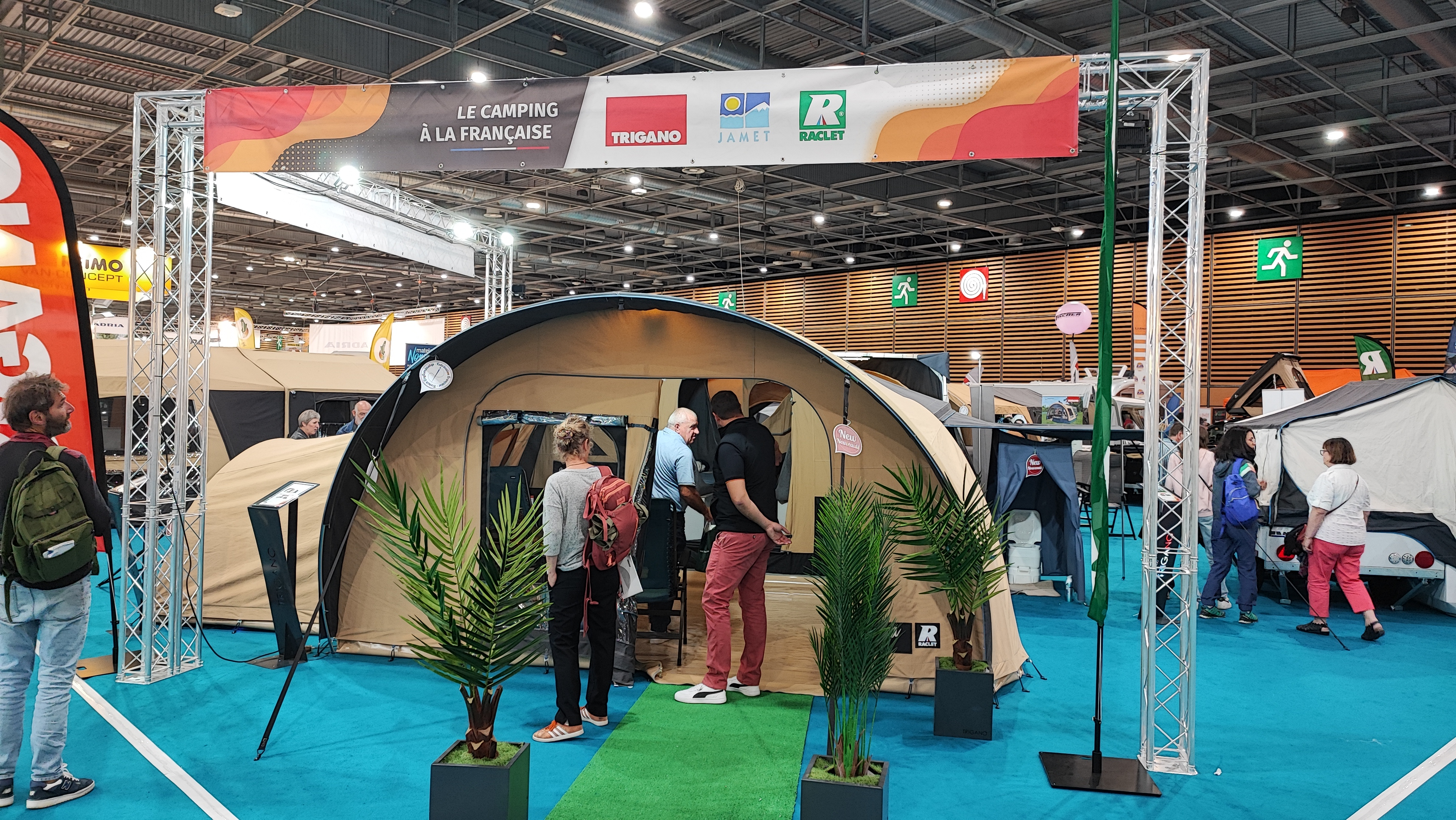
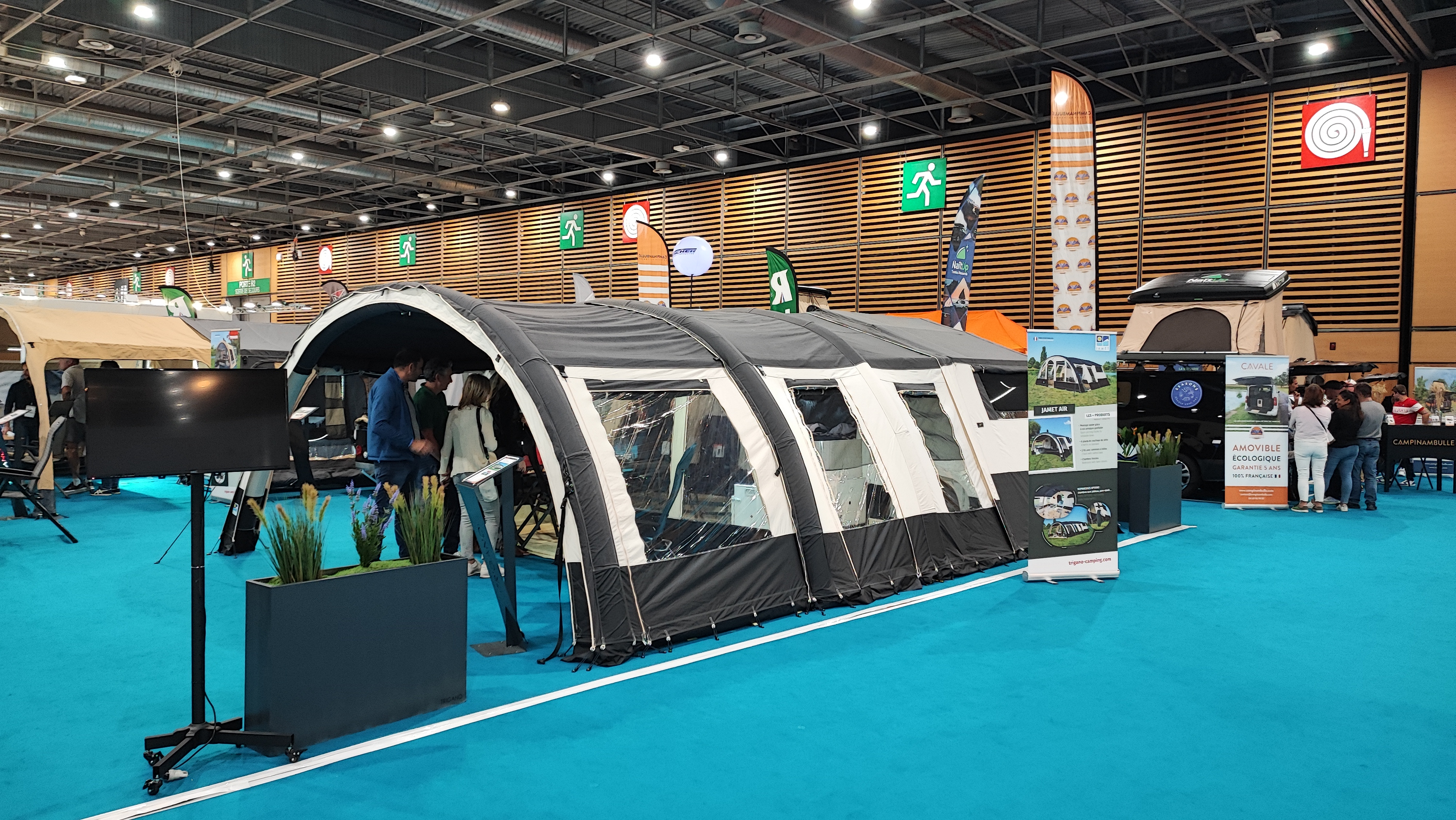

- Accessoires

### 58eédition (2024)
Pour la seconde année consécutive, le salon VDL est délocalisé au Parc des expositions de Paris-Nord Villepinte en raison des Jeux olympiques d'été de 2024 qui se sont déroulés à Paris.
Il se déroule du 21 au 29 septembre 2024.